# بعثة الأمم المتحدة لتقصي الحقائق في نزاع غزة
بعثة الأمم المتحدة لتقصي الحقائق بشأن النزاع في غزة رسميًا، أو لجنة غولدستون هي لجنة تقصي حقائق شكلها مجلس حقوق الإنسان التابع للأمم المتحدة، ترأسها القاضي الجنوب أفريقي ريتشارد غولدستون. مهمة اللجنة كانت التحقيق في دعاوى ارتكاب جرائم حرب قبل حرب غزة وخلالها وبعدها. قاطعت إسرائيل اللجنة منذ البداية، بينما رحبت بها الحكومة الفلسطينية المقالة في غزة، وتعاونت معها حركة حماس. أصدرت اللجنة نتائج تحقيقها في تقرير من 575 صفحة، بات هذا التقرير يعرف باسم تقرير غولدستون. أشار التقرير إلى أن كلًا من الجيش الإسرائيلي والفصائل المسلحة الفلسطينية قد ارتكبا ما يمكن اعتباره جرائم حرب، وفي بعض الأحيان قد يرقى بعض من هذه الجرائم إلى جرائم ضد الإنسانية حسبما جاء في تقرير اللجنة.
أيد التقرير ونتائجه عدد من المنظمات غير الحكومية المعنية بحقوق الإنسان مثل منظمة العفو الدولية وهيومان رايتس ووتش. نوقش التقرير في مجلس حقوق الإنسان في أكتوبر 2009، طلب سحب التقرير من المناقشة من قبل السلطة الفلسطينية وأجل إلى جلسة مارس 2010. أثار هذا التأجيل تنديدًا داخل فلسطين وعلى الصعيد العربي، كما انتقدته منظمات حقوقية دولية. بتاريخ 16 أكتوبر 2009 اعتمد تقرير بعثة تقصي الحقائق، حيث وافق عليه 25 بلدًا، وعارضه 6، وامتنع 11 بلدًا عن التصويت. وفي 6 نوفمبر من العام نفسه، صادقت الجمعية العامة للأمم المتحدة على التقرير بأغلبية 114 صوتًا ورفض 18، بينما امتنعت 44 دولة عن التصويت. أثار تشكيل البعثة والتقرير الذي أنتجته ردود فعل متباينة، مؤيدة أو رافضة أو ناقدة من قبل حكومات الدول ووسائل الإعلام والمنظمات غير الحكومية حول العالم.
في 1 أبريل 2011، نشر ريتشارد غولدستون مقالة في واشنطن بوست قال فيها أنه لو كان يعلم ما يعلمه اليوم لكان تقريره وثيقة مختلفة عما هو عليه، وأن ادعاءات المس المتعمد بالمدنيين التي تضمنها التقرير كانت ستكون مغايرة لو تعاونت إسرائيل مع بعثته. وانتقد معدو التقرير الآخرون موقف غولدستون الأخير.

## الخلفية وتشكيل البعثة

مؤيد
معارض
ممتنع عن التصويت

بدأت حرب غزة في 27 ديسمبر 2008 وانتهت في 18 يناير 2009. وأدت إلى مقتل 1285 فلسطينيًا، من بينهم 900 مدني. وقتل 14 إسرائيليًا، من بينهم 11 عسكريًا. وبتاريخ 3 يناير، 2009 انعقد بجدة اجتماع للجنة التنفيذية التابعة لمنظمة المؤتمر الإسلامي، جاء في البيان الختامي للاجتماع دعوة لسفراء دول المنظمة لاستكمال تحركاتهم الرامية إلى عقد جلسة عاجلة في مجلس حقوق الإنسان لبحث انتهاكات حقوق الإنسان الناشئة عن «العدوان الإسرائيلي» على غزة بالإضافة إلى تشكيل لجنة تحقيق دولية لبحث «الانتهاكات الإسرائيلية لحقوق الإنسان». هذا إلى جانب مطالبة هيومان رايتس ووتش للأمم المتحدة بفتح تحقيق دولي في حرب غزة. أقر مجلس حقوق الإنسان بتاريخ 12 يناير، 2009 الموافق الإثنين قرارًا يدين فيه الهجوم الإسرائيلي على غزة، واتهم القرار إسرائيل بارتكاب انتهاكات خطيرة لحقوق الإنسان في غزة. ونص هذا القرار على تشكيل لجنة لتقصي الحقائق هدفها «التحقيق في الانتهاكات الإسرائيلية ضد الفلسطينيين». وصوتت للقرار 33 دولة عربية وإفريقية وآسيوية وأمريكية لاتينية، وامتنعت 13 دولة عن التصويت، فيما عارضت كندا القرار. ينص المقطع رقم 14 من القرار على:
وقد اعتبرت إسرائيل أن هذا القرار كان منحازًا ضدها وشككت في مصداقية المجلس. ترشح لرئاسة اللجنة خمس شخصيات، ذكر منهم ثلاثة: مارتي أهتيساري رئيس فنلندا الأسبق، والمفوضة السابقة للأمم المتحدة لحقوق الإنسان ماري روبنسون والرئيس السابق لوكالة غوث وتشغيل اللاجئين الفلسطينيين بيتر هانسن. وقد رفضت ماري روبنسون الدعوة المقدمة لها لرئاسة بعثة تقصي الحقائق، حيث قالت أنها شعرت بقوة بأن قرار تشكيل البعثة كان «من جانب واحد، وأنه لم يسمح بتبني نهج متوازن لتحديد الوضع على الأرض.». واقتبست ماري روبنسون من نص القرار المذكور أعلاه للتعليل لما تقول. وفي مقالة لها كتبت: «أن مجلس حقوق الإنسان التابع للأمم المتحدة قد أصدر إدانات متكررة لسلوك إسرائيل طيلة العامين الماضيين ولكنه لم يركز إلا قليلاً على الانتهاكات واسعة النطاق لحقوق الإنسان في بلدان أخرى. وهذا النمط من العمل أو التقاعس عن العمل من جانب المجلس أعطى قدرًا أعظم من المصداقية لهؤلاء الذين يعتقدون أن الهيئة الأعلى المخولة بحماية حقوق الإنسان في الأمم المتحدة معادية لإسرائيل بطبيعتها.» تشكلت اللجنة برئاسة ريتشارد غولدستون، بالإضافة إلى كريستين شنكن أستاذة في القانون الدولي، والمحامية الباكستانية هينا جيلاني، والعقيد المتقاعد من البحرية الإيرلندية ديزموند ترافيرس.
كان التفويض الذي منحه مجلس حقوق الإنسان للبعثة يدعو إلى التحقيق في الانتهاكات الإسرائيلية فقط، وهو ما رفضه غولدستون، وطالب بالتعديل ليشمل طرفي النزاع، وتم تعديل التفويض.

## التحقيقات وجلسات الاستماع
دخلت البعثة - التي ضمت 15 شخصًا - قطاع غزة عن طريق معبر رفح بعد فشل محاولات عديدة لطلب تعاون الحكومة الإسرائيلية مع البعثة. وكان أول تحقيق تقيمه البعثة الأممية في غزة في الفترة ما بين 1 يونيو و4 يونيو 2009، وقامت البعثة بزيارة 14 موقعًا في مدينة غزة وشمال القطاع. وفي 8 يونيو، دعت بعثة تقصي الحقائق المهتمين من أفراد ومؤسسات إلى تقديم المعلومات والوثائق التي تساعدها في تنفيذ ولايتها. وعقدت في غزة في يومي 28-29 يونيو 2009 جلسات استماع لضحايا هجمات القوات الإسرائيلية على القطاع، منهم أشخاص أصيبوا خلال الهجمات الإسرائيلية وأسر الضحايا ومن فقدوا سبل معيشتهم، بالإضافة إلى الاستماع إلى آراء خبراء قدموا إفاداتهم حول التأثير النفسي والاجتماعي لأعمال القتال على النساء والأطفال. واطلع أعضاء بعثة تقصي الحقائق على وثائق وصور قدمتها الحكومة الفلسطينية في غزة، تثبت هذه الوثائق والصور - بحسب الحكومة الفلسطينية - تورط إسرائيل في ارتكاب انتهاكات أثناء الحرب، كما اطلع أعضاء البعثة على بقايا الصواريخ والقذائف الذي استخدمها الجيش الإسرائيلي، كما قاموا بزيارات ميدانية للمناطق التي تعرضت للقصف. وأرسلت البعثة الأممية قوائم أسئلة إلى كل من السلطة الفلسطينية في الضفة الغربية وحركة حماس والحكومة الإسرائيلية، بهدف إتاحة الفرصة لهذه الأطراف لتقديم المعلومات ورد الادعاءات، وقد تلقت البعثة إجابات من السلطة الفلسطينية وحركة حماس، لكنها لم تتلق إجابة من الطرف الإسرائيلي. ولم تتمكن بعثة تقصي الحقائق من مقابلة مسئولين فلسطينيين في الضفة الغربية، بسبب عدم تعاون إسرائيل.
بتاريخ 6 يوليو بدأت في جنيف جلسات استماع للمتضررين الإسرائيليين جراء إطلاق الصواريخ من قطاع غزة. وقد قدمت الإفادات بصورة شخصية وعبر كاميرات الفيديو. من بين الذين حضروا جلسات الاستماع هذه عمدة عسقلان ووالد الجندي جلعاد شاليط الأسير في غزة. يذكر أنه كان من نية فريق التحقيق عقد جلسات الاستماع للإسرائيليين في الضفة الغربية وجنوب إسرائيل، حيث تعرض السكان الإسرائيليون للصواريخ المطلقة من عزة؛ إلا أن رفض السلطات الإسرائيلية التعاون مع اللجنة قد حال دون تحقيق هذه النية. لاحقًا، قال يغال بالمور المتحدث باسم وزارة الخارجية الإسرائيلية أن تقرير غولدستون مبني على جلسات استماع عامة لأشخاص قامت حماس باختيارهم.

## تقرير البعثة
في 15 سبتمبر، 2009، نشرت بعثة تقصي الحقائق تقريرها الذي ضم 575 صفحة، وحمل اسم «حالة حقوق الإنسان في فلسطين والأراضي العربية المحتلة الأخرى» وسمى إعلاميًا تقرير غولدستون. حققت البعثة الدولية في 36 حادثًا، للتحقيق تم إجراء 188 مقابلة وأكثر من 300 تقرير وإفادة ومستند، جاءت في أكثر من 10 آلاف صفحة و1200 صورة فوتوغرافية وأكثر من 30 شريط فيديو. وانتهى التقرير إلى ارتكاب كل من القوات الإسرائيلية والفصائل المسلحة الفلسطينية ما يمكن اعتباره جرائم حرب. وحسب ما جاء في التقرير «ربما تعتبر جرائم ضد الإنسانية». ملخص التقرير المكون من سبع صفحات بحث الانتهاكات الفلسطينية في أربع فقرات فقط، وتناول في البقية الانتهاكات المنسوبة إلى إسرائيل.

### اتهامات للطرف الفلسطيني
اعتبر التقرير أن قذف الفصائل الفلسطينية للبلدات الإسرائيلية بالصواريخ جريمة حرب. أشار التقرير إلى أن اللجنة لم تعثر على أي دليل يسند الاتهامات الإسرائيلية التي تقول أن الفصائل المسلحة الفلسطينية «إما دفعت بالمدنيين إلى مناطق تشن منها الهجمات أو أجبرت المدنيين على البقاء في محيط الهجمات». لكن التقرير أضاف أن المقاتلين الفلسطينيين كانوا موجودين في مناطق حضرية وأطلقوا الصواريخ من هذه المناطق، وأنه ربما لم يميز هؤلاء المقاتلون أنفسهم عن المدنيين تمييزًا كافيًا. واستبعدت بعثة تقصي الحقائق أن تكون الفصائل الفلسطينية قد استخدمت منشآت الأمم المتحدة لإطلاق الصواريخ، لكن لم تستبعد أن تكون قد عملت بالقرب من هذه المنشآت، وهو ما يعرض حياة المدنيين للخطر حسب التقرير. وأشار التقرير لأحداث عدها انتهاكات خطيرة لحقوق الإنسان قام بها الجانب الفلسطيني، إذ تحدث عما وصفه بالاعتقالات التعسفية وإعدام الفلسطينيين دون محاكمة من قبل كل من السلطة في غزة أو السلطة الوطنية الفلسطينية أو في الضفة الغربية.

### اتهامات للطرف الإسرائيلي

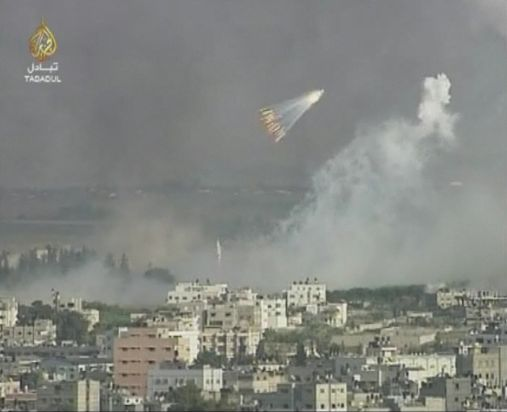
قذائف تلقى على غزة أثناء عملية الرصاص المصبوب

جاء في تقرير البعثة أن إسرائيل فرضت حصارًا على قطاع غزة قبل حملتها العسكرية، وهذا الحصار قد يعد عقابًا جماعيًا، كما رأت البعثة أن إسرائيل سلكت سياسة عزل وحرمان ممنهجة.
رصدت بعثة التحقيق أربع حالات استخدم فيها الجيش الإسرائيلي المدنيين الفلسطينيين كدروع بشرية، وأشار التقرير إلى أن هذا السلوك يعد مخالفًا للفصل الرابع عشر من القانون الدولي الإنساني ويعتبر جريمة حرب. كما رصد التقرير استخدام القوات الإسرائيلية لأنواع معينة من الأسلحة مثل القنابل المسمارية والفسفور الأبيض، نوه التقرير إلى أن استخدام الفسفور الأبيض لم يجرمه القانون الدولي بعد، لكن اللجنة وجدت استخدامه في المناطق المأهولة «متهورًا بشكل منهجي». وأشار التقرير إلى مزاعم استخدام الجيش الإسرائيلي لليورانيوم المنضب وغير المنضب، لكنه أشار إلى أن اللجنة لم تواصل التحقيقات في هذه المزاعم.
نوه تقرير غولدستون إلى أن إسرائيل خالفت الفصل الثالث عشر من القانون الدولي الإنساني حيث قامت بتدمير بنية أساسية صناعية ووحدات لإنتاج الأغذية ومنشآت مياه ووحدات لمعالجة الصرف الصحي ومساكن. وضرب مطحن البدر من الجو في يناير 2009 - وهو مطحن الدقيق الوحيد العامل بغزة- مثال على هذه المخالفة. وجاء في التقرير أن إسرائيل عملت على سلب الفلسطينيين حق العمل والسكن ومنعت عنهم المياه وحرية الحركة والتنقل من وإلى القطاع ولم تتح لهم إسماع صوتهم أمام المحاكم، وهو ما يمكن اعتباره جريمة ضد الإنسانية وفقًا للتقرير. كما أشير إلى أن القوات الإسرائيلية خالفت الفصل العاشر من القانون الدولي الإنساني حيث نفذت هجمات عشوائية عندما هاجمت مفترق الفاخورة بالقرب من مدرسة تعود لوكالة غوث وتشغيل اللاجئين الفلسطينيين، حيث كانت المدرسة مأوى لأكثر من 1300 شخص، تم قذف الموقع بقذائف الهاون. كما أشار التقرير إلى أنه قد تمت مخالفة الفصل الحادي عشر من القانون الدولي الإنساني حيث تمت مهاجمة المدنيين مباشرة والتسبب بإصابات قاتلة، وأوضح التقرير أن الجيش الإسرائيلي كانت لديه تعليمات منخفضة المستوى بشأن إطلاق النار الفتاك ضد المدنيين، واعتبر معدو التقرير مقتل 15 شخصًا في مسجد إثر قذفه عند صلاة المسجد مثالًا على هذه المخالفة. واعتبر معدو التقرير أن إسرائيل خالفت الفصل السادس عشر من القانون الدولي حيث واصلت استخدام نظرية الداهية بعد أن استخدمتها في حرب لبنان 2006، وهي تعتمد على استخدام قوى غير متناسبة. كما أشار التقرير إلى حدوث انتهاكات بالجملة لحقوق الإنسان حيث استخدمت حفر رملية لاعتقال النساء والأطفال والرجال، وذكر التقرير إساءة معاملة المعتقلين بدنيًا ونفسيًا، بالإضافة إلى ظروف الاعتقال المزرية. وجاء في التقرير أيضًا أن إسرائيل خالفت الفصل السابع من القانون الدولي الإنساني عندما هاجمت مبني المجلس التشريعي الفلسطيني والسجن الرئيسي بقطاع غزة، ورفضت البعثة الأممية الحجج الإسرائيلية التي تقول بأن المؤسسات السياسية والإدارية جزء من البنية الأساسية حماس «الإرهابية». ووضحت البعثة الأممية أن هذا المفهوم مفهوم القوة الأساسية الداعمة يبعث على القلق بوجه خاص، حيث يبدو أنه يُحوِّل المدنيين والأعيان المدنية إلى أهداف مشروعة. وجاء في تقرير البعثة الأممية انتقادًا لارتفاع نسبة القتلى الفلسطينيين أثناء العمليات العسكرية في الفترة التي شملها التحقيق.

### توصيات
وقد أوصى تقرير البعثة بإبقاء الجمعية العامة للأمم المتحدة على اطلاع بمتابعة تنفيذ نتائج وتوصيات البعثة، هذا وبنص التقرير: «للتأكد من أن الإجراء المناسب اتخذ على المستويين المحلي والدولي بما يكفل تحقيق العدالة للضحايا والمحاسبة لمرتكبي الجرائم». كما أوصى التقرير بأن توقف إسرائيل إجراءتها التي تحد من حرية التعبير خاصة ما يتعلق بانتقاد سلوكها أثناء العمليات العسكرية في قطاع غزة. كما أوصى بأن تنشأ الجمعية العامة للأمم المتحدة صندوقًا لتعويض الفلسطينيين، وأن تدفع إسرائيل المبالغ المطلوبة في هذا الصندوق. وطالب التقرير إسرائيل بأن توقف القيود المفروضة على مرور السلع والخدمات، وأن توقف غلق الحدود. كما أوصى بإطلاق سراح المعتقلين الفلسطينيين في السجون الإسرائيلية.
كما أوصى التقرير بأن يطلب مجلس الأمن من الطرفين الإسرائيلي والفلسطيني تقديم تقرير في غضون ستة أشهر حول التحقيقات والملاحقات القضائية التي ينبغي إجراؤها للتحقيق في الانتهاكات التي ذكرت في تحقيق البعثة، وأوصى التقرير أيضًا بأن يشكل مجلس الأمن لجنة من الخبراء المستقلين ترفع تقريرًا للمجلس عن التقدم المحرز في هذه التحقيقات، كما توصي بأنه في حال رأى الخبراء أن التحقيقات ليست نزيهة أو النوايا ليست حسنة، يحال موضوع غزة إلى المدعي العام للمحكمة الجنائية الدولية.
وتضمنت إحدى فقرات تقرير بعثة تقصي الحقائق الإشارة إلى بند في ميثاق الأمم المتحدة يحمل اسم «الاتحاد من أجل السلام» 377 (V). هذا البند ينص على أنه «في حالة فشل مجلس الأمن في اتخاذ إجراء ما نتيجة لعدم إجماع الدول الخمس دائمة العضوية فيه، فإن للجمعية العامة للأمم المتحدة النظر في القضية مباشرة، مع التوجه لإصدار توصيات للدول الأعضاء بالقيام بإجراءات جماعية من بينها، في حالة انتهاك السلام بعمل عدواني، استخدام القوة المسلحة حيثما يقتضي الأمر للحفاظ على السلام والأمن العالميين أو استعادتهما.» وقد استخدم هذا البند لفرض عقوبات اقتصادية على نظام التمييز العنصري في جنوب أفريقيا عام 1982.

## مجلس حقوق الإنسان
عرض تقرير لجنة غولدستون للمناقشة في اجتماع مجلس حقوق الإنسان المنعقد بتاريخ 29 سبتمبر، 2009 في جنيف. تحدث ريتشارد غولدستون عن النتائج التي انتهت إليها لجنة تقصي الحقائق، ودافع عنها. كما رفض بقوة الاتهامات التي وجهت للجنته بخصوص أن لها دوافع سياسية. وطالب غولدستون كلًا من إسرائيل وحماس بإجراء تحقيقات نزيهة ومستقلة لبحث ما جاء في التقرير، وفي حال لم يفعلوا هذا في غضون ستة أشهر، فسيحال التقرير إلى المحكمة الجنائية الدولية. كما قال: «إن ثقافة الحصانة في المنطقة قد استمرت أطول مما يجب»، وأضاف: «غياب العدالة المستمر يقوض أي أمل في عملية سلام ناجحة ويرسخ المناخ الذي يشجع أعمال العنف».
صرح رئيس الحكومة الإسرائيلية بنيامين نتنياهو بأنه في حالة تبني مجلس حقوق الإنسان لتقرير لجنة تقصي الحقائق «سيمس ذلك بشكل خطير بعملية السلام في الشرق الأوسط وبالحرب على الإرهاب وبمكانة الأمم المتحدة ويعيد الهيئة الدولية إلى فترتها الظلامية عندما كانت تتخذ أسخف القرارات، ما يعني تفريغ هذه الهيئة من أي مضمون». وأضاف بالقول «إسرائيل لن تقبل المجازفات المنطوية على عملية السلام، في حال سُلب منها حقها في الدفاع عن نفسها». أشار نتنياهو إلى أنه في حال أقر مجلس حقوق الإنسان هذا التقرير فإن «الدول التي ستحارب الإرهاب» ستواجه مصيرًا مماثلًا لما تواجهه إسرائيل، وأردف بالقول: «المجلس الذي ينشغل بنا اليوم، سينشغل غدًا بدول أخرى». وقال: «إن قرار تبني التقرير موجود في أيدي خمسين دولة موجودة في جنيف وهي تصوت غالباً ضدنا. وإذا قررت التصديق على القرار، فإن المسؤولية ستكون على عاتق الدول التي لن تستيقظ في الوقت المناسب.»
كان من المقرر أن يصوت مجلس حقوق الإنسان على اعتماد تقرير لجنة غولدستون يوم 2 أكتوبر، 2009. إلا أن مصادر رفضت الكشف عن هويتها كشفت للجزيرة عن أن الرئيس محمود عباس ينوي سحب اعتراف حكومته بتقرير غولدستون، وكشفت هذه المصادر أن الرئيس الفلسطيني محمود عباس تعرض «لضغوط شديدة» من قبل رئيس حكومة تصريف الأعمال سلام فياض تهدف إلى دفع الرئيس الفلسطيني إلى سحب الإقرار الفلسطيني بالتقرير. كما ذكر نفس المصدر أن محمود عباس تلقى اتصالين هاتفيين من وزيرة الخارجية الأمريكية هيلاري كلينتون دعته فيها إلى سحب الاعتراف الفلسطيني بالتقرير. وبحسب المصدر نفسها، فإن فياض اعتبر أن الموافقة على التقرير والعمل على ترويجه خطأ، «لأننا لا نستطيع الوقوف بوجه أميركا وإسرائيل»، كما نقل المصدر عن فياض. كما نقلت صحيفة نيويورك تايمز عن إبراهيم خريشة السفير الفلسطيني لدى الأمم المتحدة قوله «لا نريد أن نضع العقبات أمامهم» في إشارة إلى الإسرائيليين، وتحدث السفير الفلسطيني عن أن إرجاء النظر في القرار قد يفسح المجال أمام الفلسطينيين والإسرائيليين للتوصل إلى تسوية أخرى بشأنه منها إعداد الطرفين لهيئتين مستقلتين تحققان في جرائم الحرب المحتملة. وكما أشارت صحيفة واشنطن بوست إلى أن دبلوماسيين أوروبيين قد أكدوا قرار السلطة الفلسطينية بالتخلي عن القرار. تناولت صحيفة معاريف الخبر ذاته في عددها الصادر يوم 2 أكتوبر، قبل موعد مناقشة التصويت على التقرير بساعات. وبالفعل، تم تأجيل التصويت على التقرير إلى جلسة مجلس حقوق الإنسان القادمة في مارس 2010.

### جدليات تأجيل القرار
تناولت صحيفة معاريف العلاقة بين طلب السلطة الفلسطينية تأجيل التصويت على تقرير غولدستون وإقامة شبكة خلوية لشركة الوطنية موبايل التي يرأسها نجل الرئيس محمود عباس بحسب الصحيفة، وأشارت الصحيفة إلى أن الجيش الإسرائيلي عارض إعطاء الترددات اللازمة لعمل الشبكة؛ بحجة أنها تتعارض مع الترددات التي يستخدمها، وذكرت الصحيفة أن الجيش الإسرائيلي ألمح إلى أنه في حالة تراجع السلطة الفلسطينية عن دعم تقرير غولدستون، ستحصل السلطة على «دفع المصالح لإقامة شبكة خلوية ثانية في الضفة الغربية».
ونفي وزير الاقتصاد الفلسطيني باسم خوري علي قناة الجزيرة علاقة ابن محمود عباس بشركة الجوال، وقال إن شركة الجوال يمتلكها ابن شقيق أمير قطر وهي تابعة لشركة كيوتل القطرية. ردد المقرر الخاص للجنة حقوق الإنسان التابعة للأمم المتحدة في الأراضي الفلسطينية القول بأن السلطة الفلسطينية طلبت تأجيل التصويت على تقرير غولدستون لتعطي إسرائيل ترددات لشركة هواتف خلوية يمتلك ابني عباس أسهمًا فيها، جاء حديثه هذا على قناة الجزيرة. إلا أنه اعتذر عن تلك التصريحات في رسالة موجهة إلى محمود عباس، ويذكر في الرسالة أنه راجع سجلات شركة الوطنية موبايل، ولم يجد بينة عن علاقة ابني عباس بها.
قال أمين سر منظمة التحرير الفلسطينية ياسر عبد ربه في حديث لتلفزيون فلسطين أن «القيادة الفلسطينية ارتكبت خطأ بسحب تقرير غولدستون» وأضاف بالقول: «إننا نعترف بهذا الخطأ الذي يمكن تصحيحه ونحن نعمل على ذلك». وأشار إلى أن السلطة الفلسطينية شكلت لجنة تحقيق «ستخرج للشعب الفلسطيني بالنتائج».
في عددها الصادر يوم 17 يناير، 2010، ذكرت صحيفة هآرتز الإسرائيلية أن تأجيل التصويت على تقرير غودلستون جاء بعد لقاء عقده الرئيس الفلسطيني محمود عباس مع رئيس جهاز الشاباك يوفال ديسكين، هدد فيه الأخير بالقول بأن إسرائيل ستجعل من الضفة الغربية غزة ثانية، إذا رفض محمود عباس إرجاء التصويت على التقرير، كما هدد بإعادة وضع الحواجز التي تمت إزالتها خلال النصف الأول من العام المنصرم، وإلغاء التسهيلات المقدمة للفلسطينيين في الضفة الغربية، كما هدد بأن رفض إرجاء التصويت سيؤدي إلى إرجاء منح الترخيص لتشغيل شركة «الوطنية» التي تعاقدت مع السلطة الفلسطينية. وذكرت الصحيفة أن مسئولًا فلسطينيًا مقربًا من الرئيس عباس قد أخبر بأن ضابطًا كبيرًا في الجيش الإسرائيلي قد أطلق نفس التهديدات في نفس الفترة تقريبًا. وقد علق الشاباك على هذا الخبر بالقول بأنه ليس من العادة التطرق في وسائل الإعلام إلى جدول مواعيده أو لقاءات رئيسه. ونفى الرئيس الفلسطيني محمود عباس هذه التهم، وقال أن هدفها التحريض عليه، وتأتي ضمن مخطط لإزاحته بعد رفضه العودة للمفاوضات دون الوقف الكامل للاستيطان الإسرائيلي.
في يناير 2011، كشفت قناة الجزيرة القطرية عن وثائق قالت أنها سجلات للمفاوضات بين الطرفين الفلسطيني والإسرائيلي، حيث تشير وثيقة أمريكية تعود لتاريخ 2 أكتوبر 2009 إلى أن جورج ميتشل قال للفلسطينيين أن "تقوم السلطة الفلسطينية بالمساعدة في توفير جو إيجابي يقود إلى المفاوضات، وعلى وجه التحديد فإنها ستمتنع خلال المفاوضات عن متابعة أو دعم أي مبادرة بطريقة مباشرة أو غير مباشرة في المحافل القانونية الدولية "بما من شأنه أن يساهم في اهتزاز ذلك الجو." ورد الطرف الفلسطيني بالقول أنه "إذا كانت الولايات المتحدة والمجتمع الدولي يعتبران أن هذه الأساليب غير العنيفة غير مساعدة في هذا الوقت فعليهم أن يضمنوا مسارًا سياسيًا ذا مصداقية من شأنه أن يوفر للفلسطينيين أسلوبا بديلا لضمان حقوقهم." ما اعتبر إشارة إلى استعداد السلطة لإيقاف دعم السلطة لتقرير غولدستون في المحافل الدولية مقابل المفاوضات.

### ردود الفعل على تأجيل القرار
وفقًا لهآرتس أصدرت الحكومة الإسرائيلية تعليمات للمتحدثين باسمها بعدم التطرق إلى تقرير غولدستون في وسائل الإعلام المحلية والأجنبية إذا سُئلوا عنه. وقال المتحدث الرسمي باسم الحكومة الفلسطينية المقالة في غزة طاهر النونو أن سحب القرار يؤكد ما قاله أفيجدور ليبرمان من أن «قادة السلطة ألحوا وشددوا على عدم وقف العدوان على غزة إبان الحرب» وحذر من أن عدم تبني القرار يعني «إيذانًا للاحتلال ببدء حرب عدوانية جديدة على القطاع»، كما قال حسين الجمل القيادي في الجبهة الشعبية لتحرير فلسطين أن طلب السلطة تأجيل التصويت «يؤكد مفاوضات سرية وراء الكواليس». كما أعربت الأمانة العامة للجامعة العربية عن «خيبة أملها» لتأجيل النظر في التقرير. وكان محمود الرمحي أمين سر المجلس التشريعي الفلسطيني نفى أن تكون الدول العربية طلبت التأجيل، وأكد على أن من طلب تأجيل التصويت هو السلطة الفلسطينية. وقد اعتبرت حركة الجهاد الإسلامي موقف السلطة الفلسطينية من تقرير لجنة تقصي الحقائق متعارضًا مع مصلحة الشعب الفلسطيني، وطالب حزب الشعب الفلسطيني وحركة حماس بالتحقيق في حقيقة طلب ممثل منظمة التحرير الفلسطينية تأجيل التصويت على التقرير. وقال المتحدث باسم وزارة الداخلية في قطاع غزة أن وزارته بصدد رفع دعاوى قضائية ضد محمود عباس باسم أكثر من 250 فردًا من الشرطة قتلوا أثناء حرب غزة. وقامت جمعية أهلية فلسطينية بالإعداد لجمع توقيعات لعريضة تدعو إلى عزل ومحاكمة كل من يثبت «تواطؤه» في تأجيل قرار مجلس حقوق الإنسان.
أصدر التحالف الدولي لملاحقة مجرمي الحرب بيانًا انتقد فيه بشدة سحب تقرير غولدستون من جدول أعمال مجلس حقوق الإنسان، وجاء في البيان «لا يحق لأي مسؤول فلسطيني مهما كانت مرتبته الوظيفية أو المعنوية وقف أو تعطيل أو تأجيل أو إعاقة أي جهد كان من أجل محاكمة أي شخصية أو كيان أو دولة ارتكبت جرائم بحق الشعب الفلسطيني». وطالب التحالف الجهة التي عملت على تأجيل النظر في التقرير بالاعتذار للضحايا وأسرهم ولكافة الأطراف التي عملت على موضوع الملاحقة.
أدانت منظمة العفو الدولية تأجيل التصويت على إقرار تقرير غولدستون، وطالبت المنظمة الأمين العام للأمم المتحدة بان كي مون بإحالة التقرير إلى مجلس الأمن فورًا. واعتصم العشرات من أبناء الجالية الفلسطينية والعربية والأجانب في ساحة مقر مجلس حقوق الإنسان في جنيف، احتجاجًا على قرار تأجيل البحث في تقرير لجنة تقصي الحقائق. استنكر بيان مشترك وقعته ثلاثون منظمة أوروبية في بروكسل دور السلطة الفلسطينية من إرجاء التقرير، وقال عن إرجاء التقرير «شكّل سابقة خطيرة وتنكرًا لدماء الضحايا في غزة».

### لجنة تحقيق لبحث التأجيل
شكلت السلطة الوطنية الفلسطينية لجنة تحقيق لبحث تأجيل التصويت على تقرير غولدستون في مجلس حقوق الإنسان، استمعت هذه اللجنة لشهادات الرئيس الفلسطيني محمود عباس، ورئيس وزرائه سلام فياض ومستشار الرئيس نمر حماد، ود. صائب عريقات، وياسر عبد ربه، ووزير الخارجية رياض المالكي وإبراهيم خريشة المندوب الفلسطيني في جنيف، وحسين الشيخ الوزير المفوض في الشؤون الفلسطينية الإسرائيلية. استمعت اللجنة لشهادة الرئيس محمود عباس التي دامت ثلاث ساعات، والتي قال فيها أنه صاحب قرار التأجيل، وأنه يتحمل المسئولية الكاملة لقراره هذا. تبينت اللجنة من شهادة سلام فياض أن السفير الأمريكي قد زاره وحاول الضغظ عليه لتأجيل قرار التصويت. وقد خلصت اللجنة إلى أن الرئيس الفلسطيني لم يكن على دراية بالآثار الجانبية التي قد يثيرها قرار تأجيل التصويت، كما كشفت اللجنة عن خلل في عمل وزارة الخارجية الفلسطينية.

### نتائج التصويت في مجلس حقوق الإنسان
اعتمدت توصيات تقرير غولدستون بأغلبية 25 صوتًا مؤيدًا، مقابل ستة ضد وامتناع 11 عن التصويت في اجتماع عقد في 16 أكتوبر، 2009. نتيجة التصويت على النحو التالي:
| التصويت     | الدولة |
| ----------- | --- |
| مع (25)     | الأرجنتين، البحرين، بنغلاديش، بوليفيا، البرازيل، تشيلي، الصين، كوبا، جيبوتي، مصر، غانا، الهند، إندونيسيا، الأردن، موريشيوس، نيكاراغوا، نيجيريا، باكستان، الفلبين، قطر، روسيا، المملكة العربية السعودية، السنغال، جنوب أفريقيا، وزامبيا. |
| ضد (6)      | المجر، إيطاليا، هولندا، سلوفاكيا، أوكرانيا، والولايات المتحدة. |
| امتناع (11) | بلجيكا، البوسنة والهرسك، بوركينا فاسو، الكاميرون، الغابون، اليابان، المكسيك، النرويج، كوريا الجنوبية، سلوفينيا، وأوروغواي. |
| تغيب (5)    | فرنسا، بريطانيا، قيرغيزستان، أنغولا، ومدغشقر. |

تضمنت وثيقة المصادقة على تقرير غولدستون إدانة لإسرائيل لعدم تعاونها مع بعثة الأمم المتحدة. كما أدان قرار مجلس حقوق الإنسان الممارسات الإسرائيلية الرامية إلى عرقلة ومنع الفلسطينيين من الوصول إلى ممتلكاتهم وأماكنهم المقدسة، كما أدان مصادرة الأراضي وهدم المساكن، والتوسع في بناء المستوطنات، ومواصلة الحفريات تحت المسجد الأقصى. كما طالب القرار الجانبين الإسرائيلي والفلسطيني بإجراء تحقيقات مستقلة حول الاتهامات التي أوردها تقرير غولدستون.
تعقيبًا على التصويت، قال داني أيالون نائب وزير الخارجية الإسرائيلي أن التصويت يشجع على «الإرهاب». واعتبر صائب عريقات رئيس دائرة المفاوضات في منظمة التحرير الفلسطينية أن تبني التقرير في مجلس حقوق الإنسان يمثل نصرًا للشعب الفلسطيني ومنظمة التحرير. عللت وزارة الخارجية الأمريكية تصويت الولايات المتحدة ضد مشروع القرار بأنه «لم يكن متوازنًا وسيزيد من حدة الانقسام».

#### انتقاد بواسطة غولدستون
بحسب مصادر إسرائيلية، انتقد مدير بعثة تقصي الحقائق ريتشارد غولدستون نص القرار مجلس حقوق الإنسان، وفي حديث لصحيفة لي تن السويسرية، أعرب عن أسفه لأن صيغة القرار الذي تبناه مجلس حقوق الإنسان اليوم لا توجه لحركة حماس أي إدانة وفقط تتهم إسرائيل بخلاف التقرير الذي وضعته اللجنة برئاسته، وحسب المصادر أيضًا، دعا غولدستون مجلس حقوق الإنسان للنظر مجددًا في نص القرار وأن يقوم بتعديله.

### لجنة من الخبراء المستقلين وتعويضات
عقد مجلس حقوق الإنسان جلسة يوم 25 مارس، 2010، قرر فيها تشكيل لجنة من خبراء مستقلين لتقييم الإجراءات القانونية التي يتخذها الطرفان الإسرائيلي والفلسطيني. وينص قرار إنشاء اللجنة على أن يحقق الخبراء في «استقلالية وفعالية التحقيقات التي بدأت وتطابقها مع المعايير الدولية». ووافق مجلس حقوق الإنسان على قرار يطالب إسرائيل بدفع تعويضات للفلسطينيين بسبب الخسائر التي أوقعتها بهم في حرب غزة. تقدمت باكستان باقتراح القرار ووافقت عليه 29 دولة، وعارضت 6 دول عن التصويت. وغابت 11 دولة. الدول المعارضة كانت الولايات المتحدة، وإيطاليا، وأوكرانيا، والمجر، وهولندا، وسلوفاكيا. وبحسب صحيفة هآرتس، أطلق اسم غولدستون 2 على هذه لجنة الخبراء المستقلين من قبل مسؤولين في الحكومة الإسرائيلية.
ورفضت إسرائيل السماح لأعضاء لجنة الخبراء المستقلين بعقد الجلسات في إسرائيل. مما دفع مندوبي مركز عدالة (منظمة غير حكومية) إلى التوجه إلى عمان، الأردن لإفادة اللجنة، حيث قالوا أن تحقيقات الجيش الإسرائيلي تتضارب مع الاستقلالية والشفافية والسرعة. ووصلت اللجنة إلى قطاع غزة عبر معبر رفح في يوم 14 أغسطس 2010. والوفد الدولي يتكون من 16 شخصية بينهم 5 قضاة يترأسهم كدستان توماشت، ورحبت حركة حماس بالوفد الأممي، وقالت أنه سيتم التعامل معها بشكل مسؤول وفعال، وسيتم تسهيل مهامها. والتقت اللجنة بممثلي منظمات حقوقية وعائلات ضحايا فلسطينيين. وستقدم هذه اللجنة تقريرها إلى مجلس حقوق الإنسان في 27 سبتمبر. وقال الخبراء من الأمم المتحدة تابعوا تحقيقات اللجنة أنهم لم يجدوا تعاونًا مع تحقيقات اللجنة من قبل إسرائيل، لكن السلطة الفلسطينية ساعدت اللجنة، وبالنسبة لحماس، تمكنت اللجنة المستقلة من تقييم أداء لجنتى تحقيق شكلتهما الحركة، وقالت أن الأولى لم تقدم أي جهد حقيقي للرد على الاتهامات الواردة في تقرير غولدستون، وفشلت اللجنة الثانية في تقديم تقديم دلائل على أن المساجين السياسيين قد أطلق سراحهم والملاحقات القانونية قد بدأت. بمبادرة من السلطة الفلسطينية، قدمت مجموعة الدول الإسلامية في مجلس حقوق الإنسان قرار تمت الموافقة عليه في 30 سبتمبر 2010، يقضي بمنح المزيد من الوقت لإجراء تحقيقات من قبل الطرفين المعنيين. ويطلب القرار من لجنة الخبراء أن ينشروا في جلسة المجلس القادمة في مارس 2011 تقريرًا عن الإجراءات التي يتخذها الطرفان الفلسطيني والإسرائيلي في التحقيقات من وقت صدور القرار وحتى ذلك الوقت. حصل القرار على موافقة 27 دولة ومعارضة دولة واحدة (الولايات المتحدة) وامتنع 19 دولة عن التصويت. وجاء تقرير هذه اللجنة موضحًا أن التحقيقات التي قامت بها الطرفان الإسرائيلي والفلسطيني لم تكن عميقة بما فيه الكفاية، وقال التقرير أن إسرائيل فتحت أكثر من 400 تحقيقًا في حالات إساءة للسلوك التقني أثناء في غزة، وأن ليس هناك مؤشرات لإجراء تحقيقات حول من خطط وأشرف على تنفيذ عملية الرصاص المصبوب، وعبرت معدة التقرير عن قلقها من وجود مؤشرات تشير إلى عدم قيام سلطات الأمر الواقع (في غزة) بالتحقيق في إطلاق قذائف الهاون على إسرائيل.
وصوت مجلس حقوق الإنسان على أن تقوم الجمعية العامة للأمم المتحدة بإعادة النظر في تقرير بعثة تقصي الحقائق، مع ضرورة إحالة التقرير إلى مجلس الأمن. ووافق على القرار 27 دولة، واعترضت الولايات المتحدة وبريطانيا وسلوفاكيا، وامتعنت عن التصويت 16 دولة.

## مجلس الأمن
دعت ليبيا إلى عقد جلسة طارئة لمناقشة تقرير لجنة غولدستون في مجلس الأمن بعد أن أجلت مناقشته في مجلس حقوق الإنسان، وقال المندوب الليبي لدى الأمم المتحدة أن بلاده تريد احتفاظ التقرير بزخمه في المحافل الدولية، وقال «أنه لا يمكن انتظار عرض الموضوع على مجلس حقوق الإنسان في دورته القادمة في مارس». دعمت الحكومة الفلسطينية المقالة هذا الطلب، كما رحب به الرئيس محمود عباس. رفض مجلس الأمن طلب ليبيا عقد جلسة طارئة لبحث تقرير غولدستون، لكنه وافق على تقديم الجلسة العادية للمجلس لتصبح في 14 أكتوبر بدلًا من العشرين منه. وفي جلسة 14 أكتوبر، ساد النقاش حول تقرير غولدستون مجريات الجلسة، وطالبت دول غربية بما فيها الولايات المتحدة إسرائيل بالتحقيق في النتائج التي توصل إليها تقرير بعثة تقصي الحقائق، ووصف السفير الأمريكي أليخاندرو وولف حركة حماس بأنها «حركة إرهابية» وأنها «غير مستعدة ولا قادرة على التحقيق في سلوكياتها»، ودعا سفير فرنسا جيرار أرو كلا من إسرائيل وحماس إلى «تحقيقات مستقلّة تتماشى مع المعايير الدولية».
وصفت السفيرة الإسرائيلية في الأمم المتحدة غابرييلا شاليف تقرير غولدستون بأنه «إهدار لوقت مجلس الأمن الدولي» وقالت أنه «لا يمكن استئناف عملية السلام مادام هذا التقرير مطروحًا على المائدة.»

## الجمعية العامة
بدأت يوم 4 نوفمبر، 2009 مناقشة تقرير غولدستون في الجمعية العامة للأمم المتحدة، تقدمت المجموعة العربية بقرار يطالب إسرائيل بإجراء تحقيق حسبما أوصى تقرير غولدستون. كما يطلب من بان كي مون أن «يقدم تقريرًا إلى الجمعية العامة في غضون 3 أشهر من تبني القرار، مع التطلع إلى النظر في اتخاذ إجراء إضافي إذا كان ذلك ضروريًا، من هيئات الأمم المتحدة ذات الصلة، بما فيها مجلس الأمن، وذلك مع إبقاء المسألة قيد البحث في الجمعية العامة». كما يحض مشروع القرار العربي الجانب الفلسطيني على القيام بتحقيق مماثل. يدعو مشورع القرار العربي إلى التصديق على تقرير غولدستون، ويطالب الأمين العام للأمم المتحدة بإحالته إلى مجلس الأمن. يدعو القرار العربي أيضًا الأمم المتحدة بأن تطلب من الحكومة السويسرية أن تعقد اجتماعًا للدول الموقعة على اتفاقية جنيف الرابعة لاتخاذ «إجراءات فرض تطبيق» الاتفاقية في الأراضي الفلسطينية المحتلة، بما فيها القدس، لضمان احترامها. صادقت الجمعية العامة على تقرير غولدستون بأغلبية 114 صوتًا ورفض 18، بينما امتنعت 44 دولة عن التصويت. صوتت الدول العربية ودول عدم الانحياز لصالح التقرير، في حين صوتت الولايات المتحدة وإسرائيل وكندا وأستراليا ودول أوروبية شرقية ضده، وامتنعت روسيا عن التصويت. رفض التقرير كل من أستراليا، كندا، جمهورية التشيك، ألمانيا، المجر، إسرائيل، إيطاليا، جزر مارشال، دولة ميكرونيزيا الفدرالية، ناورو، هولندا، بالاو، باناما، بولندا، سلوفاكيا، مقدونيا، أوكرانيا، والولايات المتحدة.
كان من المطروح على المجموعة العربية تعديل مشروع القرار المقدم فيتحول من تأييد لتقرير غولدستون إلى ترحيب به؛ لضمان الحصول على أكبر عدد من الأصوات لصالح التقرير. وصرح السفير السوداني بالأمم المتحدة بأن المجموعة العربية لا تستطيع التنازل عن البند الذي يدعو الأمين العام إلى إحالة التقرير إلى مجلس الأمن، ووضح بالقول أن «الدول المقربة من فلسطين والعرب لها مشاكلها الخاصة، ولا تريد ان تُناقش المواضيع المتصلة بحقوق الإنسان في مجلس الأمن. وأن بعض البلدان التي لا تعترف بالمحكمة الجنائية، لا تريد أن يشم أي شيء عن المحكمة الجنائية في مشروع القرار». يذكر أن أربع دول عربية هي سوريا والسودان والجزائر والصومال لم توافق على مشروع القرار ولم تكن ضمن الراعين له، حيث رأت هذه الدول أن نص مشروع القرار يساوي بين الطرف الإسرائيلي والطرف الفلسطيني. انضمت هذه الدول لقائمة الراعين للقرار في النهاية باستثناء سوريا، التي صوتت لصالح القرار على الرغم مما سبق ذكره.
شكلت لجنة من سبعة سفراء عرب، تقدموا لزيارة بان كي مون لإقناعه بعدم التزام إسرائيل بالفقرة الثالثة من قرار الجمعية العامة التي تنص على وجوب إجراء تحقيق مستقل وذي صدقية، وليقنعوه بالتزام الجانب الفلسطيني بالقرار الأممي.
بانتهاء مدة الأشهر الثلاثة المنصوص عليها في قرار الجمعية العامة، قدم بان كي مون في 4 فبراير، 2010، تقريرًا - من 72 صفحة - إلى الجمعية العامة قال فيه أن الحكومة الإسرائيلية والسلطة الفلسطينية حققتا في سلوك الجنود الإسرائيليين والمقاتلين الفلسطينيين، لكنه لا يستطيع تحديد ما إذا كانت هذه التحقيقات ذات مصداقية وقد قامت بها لجان مستقلة. وقد قدم بان كي مون ثلاثة من أصل أربع تقارير تلقاها حول الحرب على غزة، التقرير الإسرائيلي وتقرير السلطة الفلسطينية وتقرير الحكومة السويسرية، استثنى تقرير حماس، تناول التقرير السويسري الاتصالات التي قالت الحكومة السويسرية أنها أجرتها بخصوص الاجتماع الذي طلب منها عقده بموجب قرار الجمعية العامة، قالت أن هذه الاتصالات كانت شفهية ولم تكن رسمية، وأن هناك من الدول من عارض عقد المؤتمر؛ بحجة أنه سيكون عائقًا أمام مفاوضات السلام بين الإسرائيليين والفلسطينيين، وهناك دول أبدت اهتمامها، ودول لم تكن متحمسة لكنها لم تعارض.

### قرار ثان
قال مسئول في الأمم المتحدة أن فلسطين ستقدم إلى الجمعية العامة قرارًا يطلب من الطرفان الفلسطيني والإسرائيلي إجراء تحقيقات مستقلة ونزيهة في ما أورده تقرير غولدستون، وسيعمل الفلسطينيون على دعوة مجلس الأمن إلى الانعقاد. وقررت الدول العربية أن تقدم مشروع قرار جديد إلى الأمم المتحدة يمنح مهلة خمسة أشهر لكل من الإسرائيليين والفلسطينيين، ثم يقدم بعدها الأمين العام تقريرًا حول تقدم التحقيقات التي يجريها الطرفان، ومن المقرر أن يبحث المقترح العربي يوم 26 فبراير، 2010. وتبنى القرار أعضاء جامعة الدول العربية ودول عدم الانحياز ومنظمة المؤتمر الإسلامي، والنقاش جاري مع دول الاتحاد الأوروبي حول تعديل نص القرار، إذ تعترض تلك الدول على بعض مواد القرار، خصوصًا تلك التي تسمح بعرض تقرير غولدستون على مجلس الأمن. وقد تم التعديل في مادة واحدة من القرار، إذ نص القرار على أن تعقد الحكومة السويسرية مؤتمرًا للدول الموقعة على اتفاقية جنيف الرابعة بهدف «تدابير إنفاذ الاتفاقية في الأراضي الفلسطينية المحتلة، بما فيها القدس الشرقية» وكان مشروع القرار يحدد لسويسرا مدة زمنية لا تتجاوز خمسة أشهر من صدور القرار، فكان التعديل هو عدم وضع مدة زمنية لحكومة سويسرا. وحصل القرار على الأغلبية في جلسة الجمعية العامة يوم 26 فبراير، حيث أيدته 98 دولة وعارضته 7 دول وامتنعت عن التصويت 31 دولة، ولم تشارك 56 دولة في عملية التصويت. وقد تضمن القرار الإشارة إلى إمكانية اتخاذ إجراءات أخرى في هيئات الأمم المتحدة، بما فيها مجلس الأمن. وقد علق وزير خارجية سلوفاكيا ميروسلاف لاجاك على تصويت الدول الأوروبية حيث أشار إلى أن عملية اغتيال المبحوح قد أثرت على تغيير دول أوروبا موقفها من الامتناع عن التوصيت في قرار نوفمبر إلى تأييد للقرار الحالي في فبراير، حيث أشارت التحقيقات إلى استخدام منفذي العملية جوازات سفر مسروقة تابعة لهذه البلدان، وتدور الشكوك حول الموساد الإسرائيلي في تنفيذ العملية.
قال السفير السوري بشار الجعفري - رئيس دورة منظمة المؤتمر الإسلامي - أنه يرفض أي إيحاء قد يتضمنه القرار بشكل «يسوغ المساواة بين ممارسات إسرائيل والمقاومة». وعبرت الجبهة الشعبية لتحرير فلسطين عن اعتراضها على قرار الجمعية العامة، واعتبرت أنه «تسويف وتعطيل لتنفيذ تقرير غولدستون».
وبعد تسلم أمين الأمم المتحدة العام بان كي مون ردود كل من حماس والسلطة الوطنية الفلسطينية وإسرائيل، يتوقع أن يقدم تقريرًا مختصرًا يعتبر مقدمة ترفق بهذه الردود إلى الجمعية العامة للأمم المتحدة. وقام الأمين العام بان كي مون بنشر مضمون تقريري السلطة الوطنية الفلسطينية وإسرائيل. ولم يقم بالتعليق على ما ورد في التقريرين من معلومات.

## ردود الفعل
أثار تشكيل بعثة الأمم المتحدة وتقريرها ردود أفعال كثيرة في فلسطين وإسرائيل وفي دول حول العالم، على الصعيدين الحكومي وغير الحكومي، إذ حظي التقرير الصادر عن البعثة باهتمام واسع النطاق في المحافل الرسمية الدولية ومن قبل المنظمات التي تعنى بحقوق الإنسان. إلا أن تأثير التقرير كان واضحًا على صورة إسرائيل الدولية، حيث وصف رئيس الوزراء الإسرائيلي بنيامين نتنياهو محاربة «تأثير غولدستون» بأنها من أولويات السياسة الخارجية الإسرائيلية.

### رد الفعل الفلسطيني

#### منظمات المجتمع المدني
وقع مديرو 11 منظمة حقوقية فلسطينية رسالتين متطابقتين أرسلت واحدة إلى كل من السلطة الوطنية الفلسطينية والحكومة المقالة في غزة، دعوا فيها إلى إجراء تحقيقات داخلية فورًا؛ لبحث الانتهاكات التي أوردها تقرير بعثة تقصي الحقائق فيما يخص الجانب الفلسطيني تنفيذًا لتوصيات التقرير. جاءت هذه الدعوة في يناير 2010، منوهة إلى أنه من المقرر أن يقدم الأمين العام للأمم المتحدة تقريره حول تنفيذ قرار الأمم المتحدة الذي أيد تقرير غولدستون في 5 فبراير من العام نفسه. وذكر تقرير غولدستون في اجتماع لقوى سياسية فلسطينية، حيث أشير إلى أن التقرير من ضمن القرارات والتقارير الدولية المناصرة للقضية الفلسطينية.

#### حركة حماس
شكلت حكومة حركة حماس في غزة لجنة تهدف إلى توثيق وملاحقة مجرمي الحرب الإسرائيليين. ضمت هذه اللجنة 16 عضوًا، منهم وكلاء نيابة وقانونيون ومحققون. وشكر رئيس الوزراء الفلسطيني المقال إسماعيل هنية دول روسيا والصين والهند لدعمها تقرير غولدستون وتصويتها لصالح التقرير في مجلس حقوق الإنسان. عند تصديق الجمعية العامة للأمم المتحدة على تقرير غولدستون، رحبت حركة حماس به، وقال سامي أبو زهري المتحدث باسم الحركة: «إن الحركة تعتبر مصادقة الجمعية العامة للأمم المتحدة على التقرير إنجازًا مهمًا للإرادة الفلسطينية» لأنها تمثل «أول إدانة دولية واسعة للاحتلال». وفيما يخص تشكيل لجنة تحقيق، شكلت حكومة حركة حماس لجنة تحقيق داخلية للتحقيق في أي مزاعم لانتهاكات فلسطينية، كما شكلت لجنة برئاسة وزير العدل محمد فرج الغول لمتابعة تنفيذ توصيات تقرير بعثة تقصي الحقائق، وذكر وزير العدل الفلسطيني في حكومة حماس أنه قد شكلت أيضًا لجنة خبراء مراقبة وإرشاد دولية لمتابعة تنفيذ توصيات التقرير وفقًا للمعايير الدولية. وقد رفضت حركة حماس التعاون مع السلطة الوطنية الفلسطينية فيما يخص تقرير غولدستون، وقال عضو البرلمان الفلسطيني عن حركة حماس يحيى موسى إن حماس حضرت ردها في أكثر من 230 صفحة وسترسله إلى الأمم المتحدة. وأعتبر أن السلطة الفلسطينية غير مؤهلة وأنها خذلت الشعب الفلسطيني وتخذله الآن عندما توجّه الاتهامات جزافًا لحركة حماس.
قال المسئول في حماس صلاح البردويل أن إصابة المدنيين الإسرائيليين الثلاثة في حرب غزة كانت عن طريق الخطأ، وقال أن المستهدف من هجمات الصواريخ كان القواعد الصهيونية حيث تم تحذير المقاومين آنذاك ضد ضرب المدنيين عبر بيانات وتعميمات داخلية حسب قوله. وقد سلمت حكومة غزة تقريرًا من 52 صفحة يمثل ردها الرسمي على أسئلة المفوض السامي للأمم المتحدة بشأن توصيات تقرير بعثة تقصي الحقائق، وتضمن الرد الرسمي إجابة أسئلة المفوض السامي، وملخصًا تنفيذيًا، وتوثيقًا مصورًا لما قال وزير العدل في حكومة غزة أنه جرائم الحرب الإسرائيلية على غزة. وقد نفت حكومة حماس أن يكون ردها قد حمل اعتذارًا لإسرائيل على مقتل مدنيين إسرائيليين، وأكد وزير العدل في حكومة حماس أن التقرير الذي أعدته حكومته يحمل إسرائيل مسؤلية إصابة مدنيين، وقال أن في تقرير حكومته بندًا يوضح أن أي ادعاء بخصوص إصابة مدنيين «صهاينة» يعزوه المصداقية والدقة، لأن إسرائيل لا تسمح بتحقيقات في هذا الأمر. وكلفت حكومة حماس مجموعة من الخبراء المستقلين برصد مصداقية تنفيذها لتوصيات تقرير غولدستون. وفي 26 يوليو، سلمت الحكومة المقالة تقريرها الثاني عن متابعة توصيات غولدستون إلى المفوض السامي لحقوق الإنسان في غزة، وأرسلت نسخة منه إلى مكتب أمين الأمم المتحدة العام.

#### السلطة الوطنية الفلسطينية
طالبت رئاسة المجلس التشريعي الفلسطيني الولايات المتحدة باتخاذ موقف «حيادي» تجاه تقرير غولدستون لدى عرضه على مجلس الأمن، كما دعا الإدارة الأمريكية إلى «عدم تكرار الأخطاء السابقة عبر الانحياز المطلق والمدان باستخدام حق النقض (الفيتو) في مجلس الأمن الدولي». قدمت السلطة الفلسطينية إلى جامعة الدول العربية اقتراحًا مقتضاه تشكيل لجنة تحقيق فيما ورد في تقرير غولدستون تضم كل القوى السياسية الفلسطينية بما فيها حركة حماس - حيث أن هناك خلاف وانقسام بينهما - وقد قال مصدر فلسطيني أن محمود عباس قد بعث برسالة إلى عمرو موسى الأمين العام للجامعة العربية مؤخرًا يدعو فيها لتشكيل هذه اللجنة على أن تضم عضوين من حماس. وبناء عليه بذل عمرو موسى جهودًا لإقناع حماس بالمشاركة في هذه اللجنة. لكن السلطة الفلسطينية شكلت لجنة مستقلة للتحقيق بمقتضى مطلب تقرير غولدستون، وسلم إلى بان كي مون يوم السبت 30 يناير، 2010 تقريرًا أوليًا أعدته هذه اللجنة بالإضافة إلى قرار الرئيس الفلسطيني محمود عباس بتشكيلها. وانتهت السلطة الفلسطينية من تحقيقها، وسلمته إلى كبير الموظفين بمكتب أمين الأمم المتحدة العام. وبحسب إبراهيم خريشة وكيل وزارة الخارجية الفلسطينية، تضمن تقرير اللجنة الفلسطينية المستقلة التي أنشأت بالتوافق مع تقرير بعثة الأمم المتحدة الإشارة إلى انتهاكات حقوق الإنسان في الضفة الغربية وقطاع غزة، ومن ذلك انتهاكات قوات الأمن ضد المتظاهرين في الضفة الغربية، وإطلاق حماس الصواريخ على المناطق المدنية الإسرائيلية، وإطلاق النار على مدنيين فلسطينيين. وجاء في تقرير اللجنة الفلسطينية أنها لم تتمكن من مقابلة مطلقي الصورايخ في غزة، لكنها وافقت القاضي غولدستون على أن إطلاق الصواريخ على أماكن مدنية يشكل انتهاكًا للقانون الدولي. أوصت لجنة التحقيق الفلسطينية بأن تعوض السلطة الوطنية الفلسطينية المتضررين الإسرائيليين من صواريخ قطاع غزة، في مقابل أن تعوض إسرائيل المتضررين الفلسطينيين، وأشار رئيس اللجنة إلى أن هناك فرق هائل بين نتائج نتائج الصواريخ البدائية التي أطلقت على إسرائيل وبين حرب التدمير الدموية الشاملة التي شنتها إسرائيل على القطاع.

### رد الفعل الإسرائيلي

#### منظمات المجتمع المدني
طالبت تسع منظمات مدنية إسرائيلية تعنى بحقوق الإنسان الحكومة الإسرائيلية باحترام التقرير الذي صدر عن بعثة تقصي الحقائق، كما طالبت بإجراء تحقيق جاد ومستقل في الحرب. عقب صدور تقرير بعثة تقصي الحقائق، أصدرت منظمات «الجمعية من أجل حقوق المواطن» و«بمكوم» و«بتسليم» و«اللجنة ضد التعذيب» و«المركز لحماية الفرد» و«يش دين» و«مركز عدالة» و«أطباء من أجل حقوق الإنسان» تقريرًا يدعو الحكومة الإسرائيلية إلى عدم نفي «النتائج الشرعية» التي خلص إليها التحقيق الدولي.
شرعت منظمة إسرائيلية تسمى إن أردتم في شن حملة دعائية موجهة ضد منظمة إسرائيلية أخرى تسمى صندوق إسرائيل الجديد، بسبب قيام الأخيرة بتقديم الدعم المادي لعدد 16 منظمة مدنية إسرائيلية أخرى قدمت معلومات لبعثة الأمم المتحدة، وبحسب تقرير نشرته منظمة إن أردتم فإن هناك 1377 إشارة لمراجع ووثائق إسرائيلية في تقرير غولدستون، نصف هذه المراجع تقريبًا مصدرها مؤسسات تدعهما منظمة الصندوق الجديد لإسرائيل، 92% من المراجع السلبية بحق إسرائيل قدمتها منظمات تدعهما منظمة الصندوق الجديد. ووفق التقرير الذي نشرته منظمة إن أردتم فإن المراجع التي قدمتها المنظمات الإسرائيلية المذكورة تمثل 14% من مجموع المراجع التي يستشهد بها تقرير غولدستون. بتاريخ 3 فبراير، 2010، صوتت لجنة التشريع في الكنيست الإسرائيلي على مبادرة لإنشاء لجنة خاصة لملاحقة منظمات المجتمع المدني الإسرائيلية المعنية بحقوق الإنسان التي قدمت معلومات مدينة لإسرائيل لبعثة تقصي الحقائق الأممية. وتعرضت المنظمات الإسرائيلية المدافعة عن حقوقو الإنسان لانتقادات واتهامات من قبل اليمين الإسرائيلي، واتهمها وزير الشؤون الإستراتيجية موشيه يعالون «بتدمير إسرائيل من الداخل».

#### الحكومة الإسرائيلية

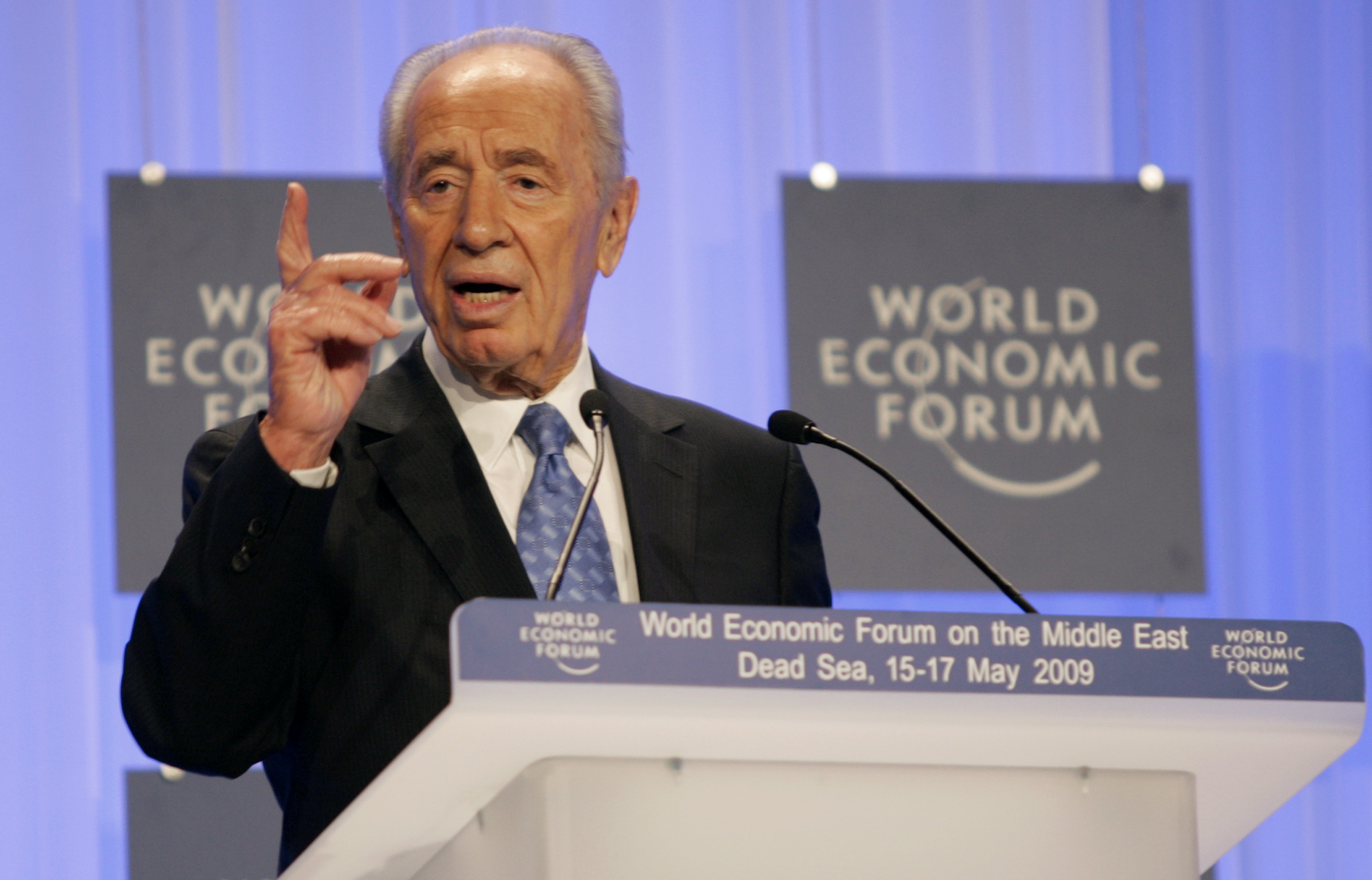
قال الرئيس الإسرائيلي شمعون بيريز أن تقرير غولدستون يصنع من التاريخ سخرية.

أثار تشكيل لجنة غولدستون وتقريرها ردود فعل كثيرة ومختلفة في إسرائيل. في البداية، امتنعت الحكومة الإسرائيلية عن الكشف عما إذا كانت ستتعاون مع بعثة الأمم المتحدة أم لا. بعد ذلك رفض كل من الحكومة والجيش التقرير، ودعت عدة جماعات إسرائيلية منادية بالسلام وحقوق الإنسان إلى القبول به والعمل بتوصياته. انتقد أفيجدور ليبرمان وزير الخارجية الإسرائيلية لجنة غولدستون حيث قال:
 ولاحقًا قال ليبرمان أن السلطة الفلسطينية تلحق ضررًا بعملية السلام، لأنها ترفع دعاوى ضد إسرائيل في المحكمة الجنائية الدولية بناء على اتهامات تقرير غولدستون.
أمير إيشل رئيس قسم التخطيط في الجيش الإسرائيلي لصحيفة يديعوت أحرونوت أن إسرائيل «تواجه أزمة شرعية». وعبر عن أن تقرير لجنة غولدستون يمثل مشكلة.
وذكرت نفس الصحيفة أن إسرائيل بدأت حملة قانونية وإعلامية ضد تقرير لجنة غولدستون بهدف «دفنه» والحيلولة دون وصوله إلى طاولة مجلس الأمن ومحكمة العدل الدولية في لاهاي. وقد اجتمع المدير العام لوزارة الخارجية الإسرائيلية يوسي غال بسفراء 26 دولة أوروبية في يوم الثاني والعشرين من ديسمبر في تل أبيب، وطالبهم بأن تتحفظ بلدانهم على تقرير غولدستون. ويجري العمل أيضًا على «ملف أدلة» لتفنيد اتهامات تقرير لجنة غولدستون، ويعمل الجيش الإسرائيلي على إعداد تقرير مفصل يتعامل مع كل حالة ذكرت في تقرير اللجنة.
قررت الحكومة الإسرائيلية في جلستها المنعقدة يوم 21 أكتوبر أن تنشأ وحدة خاصة للتصدي لتقرير غولدستون انعكاساته القانونية والدولية ودورته في المحافل الدولية، وقد صدر بيان عن مكتب رئيس الحكومة، ذكر أن بنيامين نتنياهو «طلب من الجهات الحكومية المختصة دراسة تعديل القانون الدولي في شأن الحرب كي يناسب مع انتشار الإرهاب العالمي». وتقدمت جهات أمنية مدعومة من قبل وزارتي الخارجية والقضاء بدراسة رفع دعاوى قضائية في محاكم حول العالم ضد مسئولي حركة حماس بدعوى ممارسة «الإهاب ضد إسرائيل» خلال السنوات التي سبقت عملية الرصاص المسكوب، مع إمكانية أن تدفع حماس تعويضات مادية لإسرائيل. كشفت صحيفة يسرائييل هيوم أن وزارة الخارجية الإسرائيلية تعد ملفًا خاصًا ضد ريتشارد غولدستون وأفراد طاقمه، بحثًَا عما يمكن أن يساهم في الطعن بمصداقية التقرير.
وصف وزير المالية الإسرائيلي وفال شتانتز القاضي غولدستون بأنه «معاد للسامية من النوع الذي يمقت ويكره شعبه».
أثناء زيارة للبرازيل قال رئيس إسرائيل شمعون بيريز أن ريتشارد غولدستون «رجل صغير يريد إلحاق الأذى بإسرائيل» وأنه «لا يفقه في حقوق الإنسان». لاحقًا ربط وزير الإعلام والشتات الإسرائيلي يولي أدلشتين بين المحرقة وتقرير غولدستون، حيث قال في حوار مع إذاعة صوت إسرائيل أنه أخبر بان كي مون أن تقرير غولدستون وتقارير مماثلة تؤجج اللاسامية وتشكل قاعدة لمن يريدون التنكر للمحرقة، للاسامية وكراهية إسرائيل. كما حاول ساسة إسرائيليون آخرون الربط بين المحرقة وتقرير غولدستون.
قالت صحيفة معاريف أن الحكومة الإسرائيلية ستعمم تقريرًا أعده الجيش الإسرائيلي بخصوص الحرب على غزة، وبحسب الصحيفة فقد تضمن هذا التقرير 80 إفادة تم أخذها من فلسطينيين كما تم فحص 150 ادعاء بالمساس بمدنيين ومعتقلين ومصانع في قطاع غزة. وقد استنتج معدو التقرير أن غولدستون عرض صورة مشوهة للوضع، ولم تكن استنتاجاته في معظم الحالات مبنية على حقائق. على الطبيعة. يوم 29 يناير، 2010، سلمت إسرائيل إلى الأمم المتحدة ردًا أوليًا على تقرير غولدستون في 40 صفحة، أكدت فيه أن جيشها لم يقتل المدنيين عمدًا في حرب غزة. وجاء في التقرير أن الجيش الإسرائيلي وجه ملاحظات تأديبية لضابطين رفيعي المستوى؛ لأنهما أصدرا أوامر خارج صلاحيتهما. لم يحدد التقرير هوية الضابطين، لكن صحف إسرائيلية قالت أنهما قائد فرقة غزة العميد ايل أيزنبرغ، وقائد لواء غفعاتي السابق العقيد إيلان ملكا. لم تكتف الأمم المتحدة بهذا الرد، وطلبت الولايات المتحدة من الحكومة الإسرائيلية أن تحترم طلب الأمم المتحدة ونصحتها بالاستجابة له موضحة أن عدم تجاوبها سيؤدي إلى قرار بتشكيل لجنة تحقيق دولية تؤيدها. ويعمل الجيش الإسرائيلي على إعداد رد أكثر شمولية ليرد كل نقطة جاءت في تقرير غولدستون. وقد أعلنت وزارة الخارجية الإسرائيلية عن ارتياحها للتقرير الذي قدمه بان كي مون بعد انتهاء مدة الثلاثة أشهر التي حددها قرار الجمعية العامة للأمم المتحدة. ورفضت إسرائيل قرار مجلس حقوق الإنسان الداعي إلى إنشاء صندوق تعويضات تعويضات للمتضررين الفلسطينيين من الحرب. في 21 يوليو، 2010 سلمت إسرائيل ردها على تقرير غولدستون، قالت فيه أن الجيش الإسرائيلي أدخل تعديلات على عقيدته القتالية بهدف تجنب المس بالمدنيين وومتلكاتهم في المستقبل. وقالت أنها ستفرض قيودًا على استخدام الفوسفور الأبيض، وجاء في الرد أن كل وحدة عسكرية بدءا بمستوى الأفواج المقاتلة في هذه الوحدات سيرافقها ضابط للشؤون الإنسانية، كما تمت الإشارة إلى أن الجيش الإسرائيلي حقق في 47 ملفًا تتعلق بسلوك غير قانوني لجنوده في الحرب. لكن محصلة هذه التحقيقات كانت تقديم لائحة اتهام ضد جندي تسبب في مقتل مدني. اعتبرت حماس التقرير الإسرائيلي المقدم دليل إدانة واضحة لاستخدامها الفوسفور الأبيض، وقتلها المدنيين خلال الحرب.

##### تحقيق مستقل
ترفض الحكومة الإسرائيلية إجراء تحقيق مستقل في حرب غزة، حيث يرفض ذلك إيهود باراك وزير الدفاع، ورئيس الأركان غابي أشكنازي. لكن إيهود باراك يؤيد لجنة قضائية تفحص قرارات الحكومة الإسرائيلية والتحقيقات الداخلية التي أجراها الجيش.

#### المؤسسة العسكرية
يرفض قادة الجيش الإسرائيلي إجراء تحقيق داخلي حول عملية الرصاص المسكوب، إلا أن العميد تسفيك فوغل مدير مراقبة نزاهة السلاح أعلن أنه على استعداد للمثول أمام المحكمة الجنائية الدولية لجرائم الحرب، وقال أنه مسئول عن ممارسات الجيش الإسرائيلي في الحرب بحكم منصبه، وأضاف أن هذه الممارسات «لا تنضوي تحت لافتة جرائم الحرب» واعتبرها «قمة في الحرص على حقوق الإنسان». أكد العميد أنه يستطيع تفنيد ما قاله التقرير حول 36 حالة اعتبرها جرائم حرب، وأنه قادر على إقناع المحكمة بأن الجيش الإسرائيلي حاول تفادي إصابة المدنيين، ولكن قادة حركة حماس كانوا يصرون على استخدام المدنيين كدروع بشرية، وتسببوا بذلك في مقتلهم، على حد قول العقيد، جاء هذا في حديث لإذاعة المستوطنين.
قال رئيس أركان الجيش الإسرائيلي جابي أشكنازي أمام لجنة الخارجية والأمن في الكنيست أن الجيش الإسرائيلي ارتكب أخطاء في حرب غزة ولم يرتكب جرائم حرب وأنه أصاب مدنيين عن طريق الخطأ، وقال أن الجيش أجرى تحقيقات في مجريات الحرب، ولم يثبت أن تعمد جندي إسرائيلي إصابة امرأة أو طفل. كما أضاف: «بسبب طبيعة ميدان المعركة، حيث أن البيوت ورياض الأطفال هي المقرات القيادية، أصــبنا بحسن نية مدنيين، بالضبط مثلما أصبنا ضباطنا وجنودنا... وكتيبة المدرعات التي قتلت بنات الدكتور أبو العيش قتلت جنود لواء جولاني». وفي معرض الحديث عن لجنة غولدستون، قال أشكنازي «إنني أرفض أي تحقيق خارجي. محظور أن نرسل ضباط الجيش الإسرائيلي ومقاتليه للظهور برفقة محامين، وأن يقوم طاقم تحقيق بتوجيه التحذير القانوني لهم. وينبغي لإسرائيل أن توفر الرد المهني على المزاعم التي تظهر في التقرير وأن لا تبدي موقفا اعتذاريا. مسموح لنا أن ندافع عن الجنود الذين أرسلناهم وأرسلتهم أنا. المسؤولية تقع على كاهلي». من تداعيات تقرير بعثة تقصي الحقائق، تدرس القيادة العسكرية الإسرائيلية توفير مستشار قانوني للألوية العملانية يقدم الاستشارة القانونية في الميدان. في أثناء زيارة له لإحدى المدارس الدينية الإسرائيلية في مستوطنة إفرات، قال قائد المنطقة الوسطى في الجيش الإسرائيلي أفي مزراحي أنه لا يصدق أي شيء كتب في تقرير غولدستون، وأنه (التقرير) «لا يساوي الحبر الذي كتب به».
لدحض التقرير الأممي، أعد الجيش الإسرائيلي وثيقة تدرس مقاطع تقرير غولدستون التي تتناول سلوك القوات الإسرائيلية، وتنفي هذه الوثيقة الاتهامات التي توجه إلى إسرائيل بارتكاب جرائم حرب، كما تحتوي هذه الوثيقة ما يقول الجيش الإسرائيلي أنه جهود إنسانية بذلها خلال الحرب.

#### تحقيقات داخلية
طالب تقرير بعثة تقصي الحقائق طرفي النزاع بإجراء تحقيقات في أفعالهم الخاصة. قال السفير الإسرائيلي لشنو يعار أن إسرائيل فتحت 100 تحقيق، يتعلق أحدها بالاضرار التي لحقت بمراكز الأمم المتحدة والمنشآت الطبية في غزة وقال أن 23 منها تمخضت عن إجراءات جنائية.
أصدرت منظمة حقوق الإنسان الإسرائيلية بتسيلم تقريرًا تناول التحقيقات الإسرائيلية، جاء في التقرير أن «هذه التحقيقات الجارية تنطوي على إشكالية ولا يمكن الاكتفاء بها». وبينت المنظمة أن هذه التحقيقات تدقق فقط في «أحداث معينة يوجد شكوك حيالها بأن جنود عملوا بشكل مناقض لتعليمات الجيش، وحتى اليوم لم يتم فتح ولو تحقيق واحد فيما يتعلق بسياسة إسرائيل خلال العملية العسكرية، مثل كل ما يتعلق باختيار أهداف الهجوم أو قانونية الأسلحة التي تم استخدامها وتعليمات إطلاق النار التي تم إصدارها للجنود والتوازن بين المس بالمدنيين والتفوق العسكري وما شابه ذلك».
وقد تقدمت ثمان منظمات حقوقية إسرائيلية بطلب إلى المستشار القضائي للحكومة الإسرائيلية طالبته بإقامة جهاز مستقل للتحقيق في حملة الرصاص المصبوب وعدم الاكتفاء بتحقيقات شرطة التحقيقات العسكرية، إلا أن المستشار القضائي رفض الطلب، لكنه أضاف بأنه يمكن توجيه ادعاءات محددة إلى النيابة العسكرية بخصوص عمليات الجيش خلال الحملة.
في 9 ديسمبر، 2009 زار نيويورك وفد إسرائيلي برئاسة المدعي العام العسكري للجيش أفيخاي ميندلبيت، التقى الوفد بمندوبي بعض الدول الأعضاء في مجلس الأمن وكبار مسئولي الأمم المتحدة، وتم إطلاعهم على ما قيل أنها تحقيقات أجراها الجيش الإسرائيلي، وقد ذكرت الخارجية الإسرائيلية أنه كان من المفترض أنت تبقي الزيارة سرية.
وقد أغلقت النيابة العسكرية الإسرائيلية ملفي تحقيق بخصوص جرائم حرب في غزة، بحجة أنها لا يستندان إلى أي أساس من الصحة، يتعلق التحقيقان بدعاوى قدمها فلسطينيون قالوا أن جنودًا إسرائيليين استخدموا المعتقلين كدروع بشرية، وتعمد الإسرائيليين تخريب الممتلكات، والقيام بأعمال السلب والنهب وتنكيل بالمعتقلين. ووجه الجيش الإسرائيلي تهمًا تتعلق بسلوك «غير مصرح به» إذ هما أمرا صبيًا فلسطينيًا عمره 9 سنوات بفتح حقائب اعتقد الجنديان أنها مفخخة، لم يصب الصبي أذى. وقال الجيش أنه فتح التحقيق بعد أن نوهت الأمم المتحدة إلى الواقعة، لكنه قال أيضًا أن هذا التحقيق لا علاقة له بتقرير غولدستون. وفي الأول من أغسطس 2010، اتهمت محكمة عسكرية إسرائيلية قناصًا إسرائيليًا بقتل فلسطينيتين كانتا تحملان علمًا أبيض، وهذه هي المحاكمة الأولى لجندي يتهم بقتل مدنيين فلسطينيين خلال عملية الرصاص المصبوب. والجدير بالذكر أن حادثة القتل هذه مذكورة في تقرير غولدستون.

### ردود فعل دولية

#### منظمات غير حكومية
انتقدت منظمة هيومان رايتس ووتش الولاية الأصلية لبعثة التحقيق، وانتقدت التركيز بشكل غير متناسب على الانتهاكات الحقوقية الإسرائيلية في الماضي، لكن بعد تعديل الولاية، أيدت المنظمة بعثة تقصي الحقائق، وطالبت الولايات المتحدة بالضغط على إسرائيل للتعاون مع البعثة الأممية. وبعد صدور تقرير البعثة، قالت هيومان رايتش ووتش أن إسرائيل فشلت في إجراء تحقيقات محايدة ومعمقة، وجاء في بيان عنها أن «إسرائيل لم تبد نية في إجراء تحقيق معمق ومحايد حول مزاعم تفيد بأن قواتها انتهكت قوانين الحرب». وذكر البيان أن أعضاء في المنظمة التقوا مسئولين قانونيين إسرائيليين، وفشل هؤلاء في إقناع اللجنة بأن التحقيقات الداخلية الإسرائيلية «محايدة ومعمقة»، وأنها تشمل «تشمل القيادات السياسية والعسكرية التي تسببت قراراتها بسقوط قتلى مدنيين بما يخالف قوانين الحرب». كما رفضت المنظمة نفى حركة حماس استهداف المدنيين في حرب غزة. ودعت هيومان رايتس ووتش إدارة الرئيس الأمريكي باراك أوباما إلى التصديق بالكامل على تقرير غولدستون، وقالت المنظمة إن التقليل من شأن تقرير غولدستون بأكمله أو أجزاء منعه يعني يعني وجود تناقض بين التزامات باراك أوباما المعلنة بشأن حقوق الإنسان في الشرق الأوسط، وقالت سارة ليا ويتسن المديرة التنفيذية لقسم الشرق الأوسط وشمال إفريقيا في المنظمة أنه «لا يمكن لإدارة أوباما أن تطالب بالمساءلة على الانتهاكات الجسيمة في أماكن مثل السودان والكونغو ثم تغض النظر عن حلفاء مثل إسرائيل وتدعهم يفلتون بلا مساءلة. مثل هذا المنهج يدعم الحكومات المسيئة التي تتحدى جهود العدل الدولي». وأضافت أن هذا يكشف «نفاقًا» في السياسة الأمريكية. وبعد أن أرسلت كل من إسرائيل وحركة حماس ردودهما على تقرير غولدستون، قال مدير برنامج المنظمة إيان ليفين إن تحقيقات إسرائيل لا ترقى إلى مستوى النزاهة والحيادية، وأن حماس لم تقم بأي عمل فعلي للتحقيق في دعاوى انتهاكات حقوق الإنسان.
وأعربت منظمة العفو الدولية عن ارتياحها لأن نتائج تقرير البعثة الأممية جاءت متماشية مع النتائج التي توصلت إليها البعثة التي أرسلتها المنظمة إلى قطاع غزة. ورفضت الأمينة العامة لمنظمة العفو الدولية الاتهامات التي وجهت لتقرير غولدستون بالانحياز ضد إسرائيل، وقالت أنه وزملاءه قاموا بعملهم على نحو «واف ومخني جدًا». كما طالبت الأمينة العامة الحكومة الأمريكية بفحص تقرير غولدستون ورفعه إلى مجلس الأمن الدولي، وقالت أنه لا يجوز أن تكون هناك معايير مزدوجة فيما يتعلق بجرائم الحرب والجرائم ضد الإنسانية. عد الاتحاد الدولي لحقوق الإنسان التصديق على تقرير غولدستون بمثابة «خطوة هامة صوب دعم حقوق الإنسان وسيادة القانون».

#### معلقون عسكريون
قال الكولونيل ريتشارد كيمب القائد السابق للقوات البريطانية في أفغانستان في شهادة لمجلس حقوق الإنسان أن الجيش الإسرائيلي «فعل الكثير للحفاظ على حقوق المدنيين في مناطق القتال أكثر من أي جيش آخر في تاريخ الحروب.». وقال أنه يتفهم تكتيكات إسرائيل خلال حرب غزة، لكنه أضاف «أن مصداقيتها (إسرائيل) على المدى الطويل ربما تتوقف على مثول أي منتهكين لقوانين الحرب أمام العدالة.». وقال إن الضحايا المدنيين الفلسطينيين كانوا نتيجة لطريقة حماس في القتال، والتي تضمنت استخدام الدروع البشرية كسياسة، وأن حماس تعمدت التضحية بأرواح مدنييها. وقال الكولونيل أن الجيش الإسرائيلي اتخذ إجراءات خارقة للعادة لإخبار مدنيي غزة عن المناطق المستهدفة، وأنه ألغى عدد من العمليات المؤثرة احتمالًا بهدف منع وقوع إصابات مدنية، وقال أن الجيش الإسرائيلي أقدم على مخاطرات لا يمكن التفكير بها بتقديمه كميات ضخمة من المعونات الإنسانية إلى غزة أثناء القتال.
اللواء الأسترالي المتقاعد جيم مولان الذي خدم كمدير للعمليات للقوة متعددة الجنسيات في العراق في 2004-2005 صرح بأن «تقرير غولدستون هو رأي لمجموعة من الناس الذين يطرحون أحكامهم، مع وصول محدود للوقائع، ويعكسون تحيزاتهم الخاصة. إن الاختلاف في النغمة والسلوك في التقرير حين تناقش أفعال إسرائيل وحماس مفاجئ» وأضاف أنه كجندي أدار حربًا ضد خصم لا يختلف عن حماس، مواجهًا المشكلات نفسها التي واجهها القادة الإسرائيليون، «يميل تعاطفي إلى الإسرائيليين..لكن مع بيان تحيزي، أعتقد أني قد أكون أكثر صدقًا من غولدستون، الذي يبدو أنه يمرر تحيزاته في تقرير لا يمكن أن يكون مبنيًا على واقع، ويستخدم لغة قضائية ومصداقية لفعل هذا. ينتهي الأمر إلى مساواة الشك: إذا لم تصدق أي شيء تقوله إسرائيل، فليس لديك الحق لقبول ما تقوله حماس دون سؤال».

#### آخرون
رأى ناعوم تشومسكي أن تقرير غولدستون كان منحازًا إلى جانب إسرائيل، فالتقرير يعترف بحق إسرائيل في الدفاع عن النفس، وقد أدان التقرير الأسلوب الذي تم به هذا «الدفاع». إلا أن تشومسكي رأى أن حق الدفاع عن النفس لا يعني اللجوء إلى القوة العسكرية قبل «استنفاذ الوسائل السلمية» وهو ما رأى تشومسكي أن إسرائيل لم تعمد إليه في الأساس. كما رأى أن إسرائيل هي التي خرقت اتفاق الهدنة مع حماس، ورفضت تمديده، معتبرًا أن حصار غزة في حد ذاته عملًا من أعمال الحرب.
قال الكاتب السياسي الأمريكي اليهودي نورمان فنكلستاين أن تقرير غولدستون كان متحفظًا ومتوازنًا مقارنة بالتقارير الأخرى مثل تقرير منظمة هيومان رايتش. إذ جاء في ذلك التقرير تأكيد على أن إسرائيل ارتكبت جرائم حرب باستعمالها الفوسفور الأبيض في حرب غزة، بينما جاء تقرير غولدستون «مشيرًا بحذر» إلى أن إسرائيل ربما تكون قد ارتكبت جرائم ضد الإنسانية في غزة. وقال فنكلستاين أيضًا: «مشكلة إسرائيل مع التقرير ليست في مضمونه، لكن المسألة هي شخص من قدم التقرير، وهو القاضي ريتشار غولدستون... إذا انتقدت إسرائيل في الماضي كان هذا يعني أنك معادٍ للسامية، وإن كنت يهوديًا، فهذا يعني أنك يهودي كاره لنفسه، وإذا لم تكن كذلك، فهذا يعني أنك منكر للمحرقة. لكن غولدستون ليس من أي من هذه الفئات، بل هو رجل يصف نفسه بأنه صهيوني وانه يعمل من أجل إسرائيل طوال حياته». وأضاف بأنه لا يعلم سبب وصف التقرير في الصحافة الدولية بأنه «مثير للجدل»، موضحًَا أن غولدستون «استنتج ما كانت تقوله النخبة السياسية والعسكرية الإسرائيلية قبل الهجوم وخلاله وبعده». ودعا فلنكشتاين إلى إحالة الجمعية العامة للأمم المتحدة تقرير غولدستون إلى محكمة العدل الدولية بدلًا من مجلس الأمن. وقال فلنكشتاين أنه يشعر بأن الرأي العام العالمي تغير بشكل جوهري بعد تقرير غولدستون عن المذبحة في غزة، ليس فقط على المستوى الدولي، بل داخل الولايات المتحدة.

#### منظمات إقليمية
- الأمم المتحدة: دافعت نافي بيلاي المفوضة السامية للأمم المتحدة لحقوق الإنسان عن تقرير غولدستون، وقالت إن الأساليب التي اتبعتها بعثة تقصي الحقائق والنتائج التي توصلت إليها سليمة. وقالت أن بعثات مجلس الحقوق الإنسان مهمة للبحث عن الحقيقة، وأن حكومات وأطراف أخرى تسعى لصرف الانتباه بعيدًا عن النتائج التي تتوصل إليها هذه البعثات.[175]
- جامعة الدول العربية: دعت جامعة الدول العربية كل من الاتحاد الأوربي والأمم المتحدة والمجتمع الدولي إلى أخذ ما جاء في تقرير لجنة غولدستون على محمل الجد، واستنكر الأمين العام المساعد للجامعة العربية لشئون فلسطين والأراضي العربية المحتلة محمد صبيح محاولة إسرائيل دفع دول الاتحاد الأوروبي إلى التحفظ على تقرير لجنة غولدستون.[132] وصرح بأن مطالبة وزير الخارجية الإسرائيلي أفيجدور ليبرمان بربط العودة إلى المفاوضات بسحب تقرير غولدستون بأنه «هوس ونوع من التخريف».[132]
- الاتحاد الأوروبي: قال مفوض العلاقات الخارجية خافيير سولانا إن إسرائيل أخطأت بعدم تعاونها مع لجنة غولدستون «فنحن في الاتحاد الأوروبي نحترم الأمم المتحدة والهيئات المتعددة الأطراف بشكل كبير وللأسف فإن توجهاتنا متناقضة تمامًا مع الأفكار السائدة هنا (في إسرائيل)». وتعقيبًا على اقتراح بنيامين نتنياهو تغيير قوانين الحرب الدولية، قال سولانا في مقابلة مع صحيفة هآرتس: «سيتعين التفكير في الوضع المتغير الذي يفتقر إلى التكافؤ بين الأطراف المتحاربة وهو وضع يصعب فيه تطبيق قوانين الحرب التقليدية، وحتى يتم تعديل القوانين ويكون هناك قوانين جديدة علينا الانصياع لتلك القديمة».[176] في 25 فبراير، 2010 تبنى البرلمان الأوروبي قرارًا يدعو إلى تنفيذ توصيات تقرير غولدستون، وقال الممثل السامي للاتحاد الأوروبي لشؤون السياسة الخارجية والأمن والدول أن تحقيقات الطرفين (الإسرائيلي والفلسطيني) لم تلب المعايير الدولية.[177] وفي 10 مارس اجتمع نواب البرلمان الأوروبي وتبنوا قرارًا يؤيد ما توصل إليه التقرير الأممي، ودعوا إلى الفتح الفوري معابر مع غزة، وأشار القرار إلى أن الحصار يؤدي إلى تفاقم الوضع الإنساني في القطاع.[178]
- منظمة التعاون الإسلامي: طالب الأمين العام للمنظمة أكمل الدين إحسان أوغلو بتنفيذ توصيات تقرير غولدستون، ودعا إلى انعقاد مؤتمر للأطراف المتعاقدة بمعاهدة جنيف الرابعة من أجل تطبيق هذه المعاهدة في الأراضى الفلسطينية المحتلة.[179]

#### الولايات المتحدة
- الولايات المتحدة: أعرب المتحدث باسم وزارة الخارجية الأمريكية أيان كيلي عن "قلق" بلاده إزاء بعض توصيات تقرير لجنة غولدستون، وذكر أن الولايات المتحدة انتقدت المهمة " المنحازة" المكلفة بها اللجنة، لكنه قال أيضًا ""لقد سعى القاضي غولدستون إلى توسيع موضوع تقريره لدراسة التجاوزات التي ارتكبها جميع أطراف النزاع" وأضاف أن الولايات المتحدة "تسجل هذه الجهود".[28] كما عارضت الولايات المتحدة إحالة نتائج التقرير إلى المحكمة الجنائية الدولية، وقال أيان كيلي أنه ينبغي التعامل مع الاتهامات في تقرير اللجنة من قبل مجلس حقوق الإنسان والمحاكم الإسرائيلية.[180] قدم عضوان في لجنة الشئون الخارجية في الكونغرس الأمريكي قرارًا غير ملزم يدين تقرير غولدستون، قدمه هاوراد بيرمان وإليينا روس ليتينان. بعث ريتشارد غولدستون برسالة إلى العضوين يشكو فيها من المغالطات العديدة في مشروع القرار.[181] وزعت لجنة الشؤون العامة الأمريكية الإسرائيلية رسالة على أعضاء الكونجرس تطالبهم بالموافقة على القرار.[182] تمت الموافقة بأغلبية 344 ضد 36. اتهم مجلس النواب تقرير غولدستون بأنه متحيز، وحث الرئيس باراك أوباما على رفض موافقة الأمم المتحدة على النتائج المتوصل إليها.[183] دعا القرار غير الملزم كلًا من أوباما وكلينتون إلى مواصلة معارضتهما "القوية وغير المهتزة للقبول بتقرير غولدستون في أي محفل من المحافل الدولية وإلى الرفض التام لإجراء مناقشات أخرى للتقرير أو أي إجراءات تترتب على ذلك".[167] كما أكد القرار على دعم الحكومة الأمريكية لإسرائيل باعتبارها "دولة يهودية ديمقراطية ودعم أمنها وحقها في الدفاع عن نفسها".[167]

أرسلت الولايات المتحدة بعثة برئاسة مساعدة وزيرة الخارجية لحقوق الإنسان مايكل بوزنر، بهدف إقناع الحكومة الإسرائيلية بالتحقيق في مقتل فلسطينيين خلال الهجوم الإسرائيلي على غزة، وصلت البعثة الأمريكية إلى إسرائيل حاملة وثائق منظمات حقوق الإنسان التي تثبت مقتل 773 مدنيًا فلسطينيًا في عملية الرصاص المصبوب.
في واشنطن، تشاور وفد من وزارة الخارجية الإسرائيلية مع مسؤولين في الخارجية الأمريكية والبيت الأبيض حول الخطوات التي من الممكن أن تتخذها إسرائيل بخصوص قطاع غزة، لتساعد بها الولايات المتحدة وجهات دولية أخرى على كبح جماح تقرير غولدستون، ومنع وصوله إلى المحكمة الجنائية الدولية. وقد ذكرت صحيفة هآرتس أن الولايات المتحدة نقلت رسالة إلى الحكومة الإسرائيلية مفادها أن التخفيف من الحصار المفروض على غزة، سيساعد على التصدي لتقرير غولدستون. وأرسل 95 عضوًا في مجلس الشيوخ رسالة إلى هيلاري كلينتون، اعتبروا فيها أن التصويت على تقرير غولدستون للمرة الثانية في الجمعية العامة للأمم المتحدة «تطور مقلق للغاية» ويهدد استئناف عملية السلام، ورفض المشرعون الأمريكيون أي ولاية لمجلس الأمن والمحكمة الجنائية الدولية على دعاوى جرائم الحرب التي أوردها تقرير غولدستون.
وبعد استدراك غولدستون، صوت مجلس الشيوخ الأمريكي على قرار يدعو إلى إلغاء تقرير غولدستون، وطالب القرار أمين الأمم المتحدة العام بان كي مون القيام بكل ما يمكنه من أجل تعويض إسرائيل عن الأضرار التي لحقت بها. وكشفت برقيات مسربة عبر ويكيليكس أن الولايات المتحدة عملت على الحد من تحقيقات بعثة تقصي الحقائق.

#### أوروبا
- فرنسا: أعلنت المتحدث باسم وزارة الخارجية الفرنسية أن بلاده تدرس تقرير اللجنة قبل اتخاذها موقفًا، وقال: «الوقائع التي عرضها تقرير لجنة غولدستون بالغة الخطورة وتستحق أكبر قدر من الانتباه».[28]
- ألمانيا: وفقًا لمذكرة نشرت ضمن تسريبات ويكيليكس، اقترح مستشار الأمن القومي الألماني كريستوف هويسغن على مسؤولين أمريكيين كبار أن تربط الولايات المتحدة مساعدتها لإسرائيل في مجلس الأمن بخصوص تقرير غولدستون بتجميد إسرائيل لبناء المستوطنات.[189]
- تركيا: صرح رئيس الوزراء رجب طيب أردوغان بأن بلاده ستضغط على مجلس الأمن لمناقشة تقرير غولدستون، وقال في تصريحات لوسائل الإعلام: «تركيا تعتقد، أنه بلا أدنى شك يجب بحث هذه القضية في مجلس الأمن وطلب إيضاحات من الأطراف ذات الصلة. ويجب معرفة المذنبين واتخاذ خطوات عقابية ضدهم.»[190]
- السويد: في مؤتمر صحفي في ستوكهولم، أكد وزير الخارجية السويدي كارل بليت - الذي تترأس بلاده الاتحاد الأوروبي - أن تقرير غولدستون «مستقل وجدي» وأنه يجب التعامل معه بجدية، مضيفًا: «لا حاجة للقول إنه (التقرير) جدير بالتقدير، واعتقد أن السيد غولدستون شخص ذو مصداقية كبيرة».[191] مؤكدًا أن بلاده تدعم النتائج التي توصل إليها التقرير، كما أشار أيضًا إلى أن إسرائيل أخطأت في رفضها التعاون مع لجنة التحقيق.[192]
- المملكة المتحدة: أعلن السفير البريطاني لدى الأمم المتحدة جون ساورس خلال لقاء أجراه مع إذاعة الجيش الإسرائيلي أن أن تقرير غولدستون «يحوي معلومات خطيرة» كما نفى إمكانية تدخل بريطانيا لمنع اعتقال قادة عسكريين إسرائيليين «ضالعين في الحرب على غزة».[193]
- هولندا: صرح وزير الخارجية الهولندي ماكسيم فيرهاغن بأن بلاده تعارض «القرارات الأحادية» للأمم المتحدة. كما قال إن على إسرائيل والفلسطينيين أن يجروا تحقيقات في مزاعم ارتكاب جرائم حرب خلال حرب غزة. وأضاف: «لا توجد حصانة على من ارتكب انتهاكات خطيرة لحقوق الإنسان سواء من جهة الفلسطينيين أو الإسرائيليين».[194]
- إيطاليا: أثناء زيارة لرئيس الوزراء الإيطالي سيلفيو برلسكوني إلى إسرائيل، قال في لقاء له مع بنيامين نتنياهو: «لقد صوتنا ضد تقرير غولدستون الذي حاول تجريم إسرائيل التي ردت بإطلاق نار مبرر على إطلاق الصواريخ من جانب حماس في غزة»، وقال إن بلاده تحارب «أي صحوة محتملة للعداء للسامية في أوروبا والعالم.».[126][195]

#### آسيا وأفريقيا
- الصين: أكد برلمانيون صينيون لأعضاء في لجنة الخارجية والأمن البرلمانية الإسرائيلية أن الصين ستستخدم حق النقض ضد أي مشروع في مجلس الأمن لتبني تقرير غولدستون وإحالته إلى المحكمة الجنائية الدولية. وأكد البرلمانيون الصينيون للإسرائيليين وجوب أن يبقى التقرير في أورقة مجلس حقوق الإنسان «الذي يملك الأدوات الكفيلة بمعالجته من دون الحاجة إلى تدخل مجلس الأمن أو غيره من الهيئات الدولي».[133]
- روسيا: بحسب مصدر في وزارة الخارجية الإسرائيلية فإن روسيا قد «اعتذرت» عن تصويتها لصالح تقرير غولدستون في مجلس حقوق الإنسان، وذكر المصدر بأن روسيا ستمنع بحث التقرير في مجلس الأمن كقضية للعلاج، وستعارض عرضه على المحكمة الجنائية الدولية.[196] وقد صرح المتحدث الرسمي باسم وزارة الخارجية الروسية أندري نيستيرينكو بأن بلاده ترى «أن مواصلة النظر بمهنية إلى توصيات التقرير في مجلس حقوق الإنسان التابع لمنظمة الأمم المتحدة بدون إشراك مجلس الأمن الدولي في ذلك يعد الخيار الأمثل».[197]
- إيران: طالب منوشهر متكي وزير الخارجية الإيراني «بمعاقبة قادة إسرائيل على جرائم الحرب التي ارتكبت خلال حرب غزة»، وصرح أن تقرير القاضي ريتشارد غولدستون «يتضمن جزءًا بسيطًا من الانتهاكات الفاضحة للقانون الدولي التي ارتكبتها إسرائيل خلال العملية العسكرية».[198]
- سوريا: رحبت سوريا بتبني تقرير غولدستون في مجلس حقوق الإنسان، وقال مصدر مسئول في وزارة الخارجية السورية: «إن دمشق إذ تثني على مواقف الدول التي صوتت إلى جانب القرار تعرب عن أسفها لتصويت بعض الدول ضد هذا القرار وامتناع دول أخرى عن التصويت عليه وهي التي طالما أكدت أنها تحترم حقوق الإنسان وتحرص عليها».[199] وقال وزير الخارجية السوري وليد المعلم خلال اجتماع مع سفراء دول أوروبية أن مواقف بعض الدول الأوروبية من تقرير غولدستون أمرًا يولد شعورًا لدى إسرائيل «مدعومة ولا تحاسب على ما تقوم به، ما يجعل جهود السلام بلا جدوى».[200][201]
- مصر: قال المتحدث باسم وزارة الخارجية المصرية حسام زكي أن اعتماد مجلس حقوق الإنسان لتقرير غولدستون يعكس وجود أغلبية دولية تتفق مع ما أورده من توصيف للأوضاع وتوصيات للتعامل معها، كما أشار إلى وجوب تعامل هيئات الأمم المتحدة بجدية مع نتائج التصويت.[202] وطالبت لجنة الشؤون العربية بمجلس الشعب وزارة الخارجية وجامعة الدول العربية بتفعيل توصيات تقرير غولدستون، وتقديم القادة الإسرائيليين للمحكمة الجنائية الدولية.[203]

### منظمات غير حكومية وتفاعلات أخرى
دعى أبراهام فوكسمان رئيس رابطة مكافحة التشهير الأمريكية ريتشارد غولدستون إلى أن يتبرأ من تقريره، وقال: «مجلس حقوق الإنسان أظهر بصفة متكررة تحيزه ضد إسرائيل ومهمته المعلنة بشأن التحقيق بدأت بافتراضات تتكهن بخطأ إسرائيل» وأضاف أن التقرير «أفسد الحرب الدولية ضد التطرف الإسلامي وضد التطرف بصورة عامة». كما بعث المؤتمر اليهودي العالمي برسالة إلى ممثلي الدول الأعضاء في الأمم المتحدة لحثهم على التصويت ضد إصدار قرار بإحالة تقرير غولدستون إلى مجلس الأمن.
عارضت هيومان رايتس ووتش القرار الذي قدم إلى الكونغرس الأمريكي بشأن تقرير غولدستون، وقالت سارة ليا ويتسن المسئولة بالمنظمة إن قرار الكونغرس فيه أخطاء في الحقائق التي يسردها، وقالت إن على الكونغرس الأميركي أن يدعو إسرائيل وحركة حماس إلى الخروج من دائرة الإساءات والإفلات من العقاب، التي تغذي منذ فترة طويلة الكراهية وتعيق من جهود السلام على حد قولها.
منظمات يهود من أجل العدالة في فلسطين، والمنتدى اليهودي للعدالة وحقوق الإنسان، والجماعة اليهودية الاشتراكية، وكتاب يهود ضد الاحتلال، ويهود اسكتلنديون من أجل تحقيق سلام عادل بالإضافة إلى عدد من اليهود المستقلين نددت كلها بالدول والمنظمات الموالية لإسرائيل لانتقادها تقرير غولدستون، وأعربت عن أسفها لعدم دعم حكومة بلدهم له. واستخدمت نسخة منقحة من تقرير غولدستون في أثناء محاكمة تسعة ناشطين لحقوق الإنسان اقتحموا مصنعًا للسلاح يورد مكونات لطائرات إف-16 إلى إسرائيل، وحكمت المحكمة بتبرئة المتهمين.

### ردود أعضاء اللجنة على الانتقادات

#### ريتشارد غولدستون
في مقابلة مع قناة الجزيرة، قال ريتشارد غولدستون إن «إدارة أوباما قالت أن هناك شوائب في التقرير... لكن أود أن تقول لي هذه الإدارة ما هي هذه الشوائب وسأكون مسرورًا بالرد عليها». وأضاف غولدستون «غالبية الذين ينتقدون التقرير لم يقرأوه» مشيرًا إلى أن غالبية هذه الانتقادات «ليست موجهة إلى مضمون التقرير». ورفض غولدستون مزاعم إسرائيل التي تتهم تقريره بأنه يحرض على الإرهاب، حيث قال أن هذه محاولة لإثارة معارضة للحقائق التي شملها التقرير. وفي عرضه لتقريره أمام مجلس حقوق الإنسان في جلسة 29 سبتمبر 2009، أشار غولدستون إلى الانتقادات والهجمات الشخصية التي تعرض لها بعض أعضاء لجنته، وقال أن «ما يجب رفضه بالدرجة الأولى هو اعتبار أن هذا التقرير وراءه دوافع سياسية» وشدد على أن دوافع قبول أعضاء اللجنة للمهمة هو «إيمانهم القوي بسلطة القانون والقانون الإنساني الدولي، وبضرورة حماية المدنيين أثناء الصراعات المسلحة»، وقال أيضًا «أن لا بلد ولا مجموعة يمكن أن تكون فوق القانون».

#### ديزموند ترافيرس
رفض ديزموند ترافيرس حجج إسرائيل التي استندت إليها في اتهامها حماس بإخفاء الأسلحة في المساجد خلال الحرب، وقال أنه لا يصدق الصور التي قدمها الإسرائيليون بخصوص هذا الأمر، وقال أن هذا الصور زائفة.

## استدراك غولدستون
نشر ريتشارد غولدستون في 1 أبريل، 2011 مقالة في واشنطن بوست، كتب فيها أن الادعاءات بتعمد استهداف المدنيين في غزة كانت لتكون مختلفة لو تعاونت إسرائيل مع بعثة الأمم المتحدة، وأضاف أن تقريره كان ليكون مختلفًا لو توفرت المعلومات التي لديه اليوم. لاحقًا أكد غولدستون أن لن يطلب إلغاء تقريره. وأكدت هنا جيلاني عضوة البعثة صحة معلومات التقرير. لاحقًا أصدر ديزموند ترافيرس وهينا جيلاني وكرستين شنكن بيانًا مشتركًا نشر في صحيفة غارديان البريطانية انتقدوا فيه غولدستون لتغييره موقفه خاصة بشأن الادعاء بأن إسرائيل باستهدافها للمدنيين الفلسطينيين قد ارتكبت جرائم حرب، وأكدوا وقوفهم بحزم إلى جانب استنتاجات التقرير، وأن إسرائيل وحماس لم تقدما حتى الآن أدلة تناقض نتائج التقرير. كما قالوا أن مواقف غولدستون الأخيرة تستهدف النيل من صدقية محتويات تقرير البعثة. وقال الثلاثة أنهم يريدون «تبديد أي انطباع جراء التطورات اللاحقة بشأن عدم صحة أي جزء من تقرير البعثة أو اعتباره خاطئًا أو غير دقيق». وجاء في مقالهم الصحفي أيضًا «إن تقرير لجنة تقصي الحقائق يتضمن الاستنتاجات التي تم تقديمها بعد دراسة دؤوبة ومستقلة وموضوعية للمعلومات المتصلة بالأحداث التي كانت ضمن اختصاصنا والتفويض الممنوح لنا، وبعد تقييم دقيق لموثوقيتها ومصداقيتها. ونحن نقف بحزم وقوة خلف هذه الاستنتاجات». وفي المقالة أكد الثلاثة على ضرورة أن تقوم كل من إسرائيل وحركة حماس بوضع أساس مقنع حول أي مطالبات تتناقض مع النتائج التي توصل إليها تقرير اللجنة. وقالوا أنه فيما يتعلق بعملية الرصاص المصبوب فإنه ليس هناك ما يدل على أن إسرائيل فتحت تحقيقًا في تصرفات من صمم وخطط وأمر وأشرف على العملية العسكرية.
في ردود الفعل الإسرائيلية، طالب بنيامين نتنياهو الأمم المتحدة بإلغاء تقرير غولدستون، وطالب الرئيس الإسرائيلي شمعون بيريز غولدستون بالاعتذار صراحة عما تبناه في تقريره من اتهامات للجيش الإسرائيلي بارتكاب جرائم حرب ضد المدنيين في قطاع غزة. ووصف وزير الدفاع إيهود باراك تراجع غولدستون بأنه متأخر.
أما عن الطرف الفلسطيني، فقد طالب متحدث باسم حماس بعدم سحب تقرير غولدستون، مبينًا أن سحبه سيوفر مظلة لإسرائيل لإسرائيل لشن حرب جديدة على غزة. وقال عضو المجلس السياسي لحماس صلاح البردويل أن تراجع غولدستون «مثل خضوعا سافرا للإرادة الصهيونية والضغط الصهيوني الكبير الذي مورس ضده وباعتراف وزير الخارجية الإسرائيلي أفيغدور ليبرمان الذي أكد أن هذا جاء نتيجة للجهود الكبيرة التي بذلتها إسرائيل».

## بعثة تحقيق أخرى
أرسلت جامعة الدول العربية بعثة تحقيق في حرب غزة، وتوصلت البعثة إلى أن إسرائيل ارتكبت جرائم حرب وجرائم ضد الإنسانية، وربما جرائم إبادة، وذكر رئيس البعثة جون دوغارد أنه ليس من مهمته تقدير وضع حماس أثناء هذه الحرب، إلا أنه أشار إلى مطلقي الصواريخ الفلسطينيين الذين يطلقون الصواريخ دون تمييز على إسرائيل، وقال أن لهم مسؤولية جنائية عن تصرفاتهم وينبغي محاسبتهم عليها بمقتضى القوانين التي تحكم ارتكاب جرائم حرب، وجاء في التقرير التالي: عند الحكم على مسؤولية حماس والمناضلين الفلسطينيين، لا بد من الأخذ بعين الاعتبار لعدد من العوامل التي يمكن أن تخفف من استحقاقهم للّوم المعنوي، ولكن ليس لمسؤوليتهم الجنائية.

## صراعات أخرى
أشارت وسائل إعلام إلى التداعيات المحتملة لتقرير غولدستون على صراعات أخرى، حيث ذكرت صحيفة واشنطن بوست أن التقرير قد يثير هواجس البنتاغون ووزارات الدفاع في دول غربية تنخرط قواتها في معارك ضد «ميليشيات تستخدم تستخدم السكان والبنية التحتية كدروع في الحرب الحديثة غير المتكافئة». رأت الصحيفة أن هذه الهواجس أدت بالكونغرس إلى «احتشاد عفوي حول إسرائيل المعرّضة لهجوم حفزته الأمم المتحدة» في إشارة إلى قرار الوكونغرس الرافض لتقرير بعثة تقصي الحقائق. وللسبب نفسه ونظرًا لوضع إدارة أوباما الحرج بخصوص عملية السلام، اعتمدت هذه الإدارة «موقفًا أميركيًا تقليديًا أكثر دعمًا لإسرائيل» بحسب الصحيفة.
قبل إعلان نتائج التصويت على تقرير غولدستون في مجلس حقوق الإنسان، قال أفيجدور ليبرمان:

من يصوت لصالح تبني التقرير، فعليه أن يدرك أن مغزى ذلك هو أنه في المرة التالية سيكون الدور على جنود وضباط الأطلسي في أفغانستان، وغيرهم من الجنود والضباط الروس في الشيشان.

كتب شلومو بن عامي وزير خارجية إسرائيل الأسبق مقالًا قال فيه: «من المؤسف أن القواعد الجديدة لا تنطبق في الحقيقة إلا على تلك الدول التي لا تُعَد من القوى العالمية» ويوضح أن مجلس حقوق الإنسان لم يكن ليتجرأ بوضع روسيا في قفص الاتهام بعد تدميرها لمدينة غروزني عاصمة الشيشان، وكذلك الصين بعد عمليات «القمع الوحشية التي قامت بها ضد شعب التبت والأقلية من المسلمين من أصل الأويغور». وقال في نفس المقال أنه «ليس من المتصور أيضًا أن تمثُل الولايات المتحدة أو بريطانيا أمام لجنة جنيف، التي تألفت ذاتها من بعض أشد منتهكي حقوق الإنسان وحشية في العالم، والذين أوقعوا خسائر بشرية فادحة بين صفوف المدنيين في العراق وأفغانستان».
ستوزع وزارة الإعلام والشتات الإسرائيلية على مواطنيها المسافرين خارج إسرائيل كراسة ضمنت بها إرشادات للإسرائيليين لكيفية الرد على «آراء مسبقة وسلبية» عن إسرائيل، ويقول مدير شركة ديبيت المكلفة بهذا المشروع إن الأمم المتحدة تركز على إسرائيل فقط وتتجاهل في ذات الوقت جرائم ارتكبتها دول أخرى «مثل روسيا التي قتلت 84 ألف شيشاني، والسودان التي قتلت مئات الآلاف في دارفور.»
في يوم 31 مايو، 2010 قامت القوات البحرية الإسرائيلية بعملية اقتحام لسفينة مافي مرمرة المشاركة في أسطول الحرية. وقتلت القوات الإسرائيلية 9 مدنيين أتراك كانوا على متن السفينة، أصبحت هذا الحدث معروفًا باسم مجزرة أسطول الحرية. وشكل كل من مجلس حقوق الإنسان والجمعية العامة للأمم المتحدة لجنتي تحقيق في الحادثة. رفضت إسرائيل التعاون مع بعثة مجلس حقوق الإنسان. تقرير لجنة التحقيق للأمم المتحدة الذي أوردت نيويورك تايمز مقتطفات منه - وهو لم يصدر بعد - وصف عملية الهجوم الإسرائيلي على أسطول الحرية بأنها تشكل استعمالًا مفرطًا للقوة، لكنه عدَّ محاولة أسطول الحرية الوصول إلى شواطئ غزة عملًا طائشًا، وعدَّ أيضًا الحصار البحري الذي تفرضه إسرائيل على القطاع عملًا شرعيًا.
نفذت إسرائيل عملية عسكرية أخرى واسعة النطاق على قطاع غزة في يوليو-أغسطس 2014، سُميت عملية الجرف الصامد. في 11 أغسطس 2014، شكل مجلس حقوق الإنسان لجنة جديدة لتحقيق في تجاوزات حقوق الإنسان في قطاع غزة.

## وصلات خارجية
- الموجز التنفيذي لتقرير بعثة تقصي الحقائق - قناة الجزيرة
- تقرير لجنة تقصي الحقائق - المفوضية السامية للأمم المتحدة لحقوق الإنسان
- اللجنة الفلسطينية المستقلة للتحقيق وفقًا لتقرير غولدستون
- موقع تقرير غولدستون، أطلقه مركز العودة الفلسطيني
- فهم تقرير غولدستون (بالإنجليزية)
- معاريف: هكذا أنشأنا تقرير غولدستون (مترجم في جريدة المستقبل)
- تغطية لموضوع تقرير غولدستون - الجزيرة.نت
- أبرز ما جاء بتقرير غولدستون - الجزيرة.نت
- مستقبل تقرير غولدستون وأهميته القانونية - الكولونيل ديزموند ترافيرس عضو لجنة تقصي الحقائق، برنامج بلا حدود، قناة الجزيرة.
- أحمد جبريل..قرار تأجيل تقرير غولدستون على يوتيوب، برنامج مباشر مع، قناة الجزيرة مباشر، 5 أكتوبر 2009.
- كتاب جديد عن تقرير غولدستون الاقتصادية، ولوج في 20 يناير، 2010.
- إعادة النظر في تقرير غولدستون عن إسرائيل وجرائم الحرب مقالة غولدستون التي نشرت في واشنطن بوست، مترجمة إلى العربية في جريدة الشرق الأوسط.